# Jean-Marie Le Pen
Cet article possède un paronyme, voir Jean-Marie Le Guen.
Pour les articles homonymes, voir Le Pen.
Jean-Marie Le Pen ([ ʒɑ̃maʁi ləpɛn]), né le 20 juin 1928 à La Trinité-sur-Mer (Morbihan) et mort le 7 janvier 2025 à Garches (Hauts-de-Seine), est un homme politique français d'extrême droite de la Quatrième et de la Cinquième République.
Il sert dans l'armée lors des guerres d'Indochine et d'Algérie, et commence un parcours politique dans les courants poujadistes. Il est député du département de la Seine de 1956 à 1962, puis dirige la campagne de Jean-Louis Tixier-Vignancour pour l'élection présidentielle de 1965. Sollicité par le mouvement nationaliste Ordre nouveau, il participe en 1972 à la fondation du Front national (FN), dont il prend la présidence.
Classé à l'extrême droite, il fait de la critique de l'immigration son principal axe de campagne et fait émerger le Front national sur le devant de la scène politique dans les années 1980. Élu député à Paris lors des élections législatives de 1986, il préside le groupe FN-RN à l'Assemblée nationale sous la VIIIe législature de la Ve République. Il est député européen à partir de 1984 et plusieurs fois élu local (conseiller municipal du 20e arrondissement de Paris, conseiller régional d'Île-de-France puis de Provence-Alpes-Côte d'Azur).
À cinq reprises, il est candidat à une élection présidentielle. Après avoir obtenu un résultat très faible en 1974, il se hisse par trois fois en quatrième position du premier tour (en 1988, 1995 et 2007). À la surprise générale, il accède au second tour du scrutin de 2002, à l'issue duquel il obtient 17,8 % des suffrages exprimés face au président sortant, Jacques Chirac, qui bénéficie d'un « front républicain ».
Sa fille, Marine Le Pen, lui succède en 2011 à la présidence du Front national, dont il devient président d'honneur. Il en est exclu en 2015. Il crée le parti Comités Jeanne en 2016 et reste président d'honneur du FN jusqu'en 2018. Il quitte son mandat de député européen ainsi que la vie politique active en 2019, après 34 ans passés au Parlement européen et 63 ans après sa première élection comme député.
Figure majeure et controversée de la Ve République, sa carrière politique est jalonnée de déclarations racistes, antisémites et négationnistes. Plusieurs fois condamné pour apologie de crime de guerre, contestation de crimes contre l'humanité, provocation à la haine, à la discrimination et à la violence raciale, injures publiques ou violences, il est aussi relaxé pour d'autres de ses propos.

## Biographie

### Origines et enfance
Jean-Marie Louis Le Pen est le fils unique de Jean Le Pen (1901-1942), marin-pêcheur, président de l'Association des anciens combattants et conseiller municipal de La Trinité-sur-Mer, et d'Anne-Marie Hervé (1904-1965), couturière et fille de paysans originaires de Locmariaquer et du Bono.
Il naît le 20 juin 1928, dans la maison familiale de La Trinité-sur-Mer. Ses parents le baptisent Jean, comme son père, Louis, comme son oncle, et Marie, comme la sainte Vierge (il n'accolera Marie à son premier prénom qu'après son mariage). La famille est essentiellement originaire du département du Morbihan.
Son père trouve la mort à bord du chalutier La Persévérance, dont il est le patron, quand le bateau, qui pêchait la sole, saute sur une mine remontée dans son chalut, le 22 août 1942. Son nom figure, depuis lors, sur le monument aux morts de La Trinité-sur-Mer. Jean-Marie Le Pen devient alors pupille de la nation, par jugement du tribunal civil de Lorient du 23 décembre 1942.
En novembre 1944, à 16 ans, il demande au colonel Henri de La Vaissière, alias « Valin », de s'engager dans les Forces françaises de l'intérieur (FFI), mais celui-ci refuse et lui dit : « Désormais, ordre est donné de s'assurer que nos volontaires ont bien 18 ans révolus. Tu es pupille de la nation : songe à ta mère. »
Le 31 janvier 1956, le Journal officiel mentionne son nouveau prénom composé, « Jean-Marie », le député Le Pen ayant changé son prénom de « Jean » sous les conseils de sa compagne, Pierrette Lalanne, afin de séduire l'électorat catholique lors des élections législatives du 2 janvier 1956,.

### Études
Après des études élémentaires à l'école paroissiale et à l'école communale de La Trinité, Jean-Marie Le Pen entre en 1939 au collège Saint-François-Xavier de Vannes où il est boursier. L'établissement est tenu par des jésuites, qui lui donnent, comme il le racontera plus tard, une discipline de pensée et le goût pour la rhétorique. Il doit le quitter en 1943, quand les réquisitions des Allemands contraignent les jésuites à restreindre le nombre d'internes. Il intègre ensuite à Lorient le lycée Dupuy-de-Lôme, dont il est renvoyé dès Pâques pour indiscipline, puis à Vannes le collège Jules-Simon, qui l'exclut en février 1946 à nouveau pour indiscipline. Il obtient son baccalauréat au lycée Claude-Debussy de Saint-Germain-en-Laye, en 1947.
En 1948, il entre à la faculté de droit de Paris, dont il sortira licencié.
Élu président de l'Association corporative des étudiants en droit (la « Corpo » de droit) en 1949, il représente la faculté de droit de Paris lors du congrès de la « Grande UNEF », où ses qualités d'orateur sont remarquées : en 1951, lors d'un congrès de l'UNEF à Aix-les-Bains, il s'oppose de façon virulente à l'institution d'un « pré-salaire » étudiant,. De 1949 à 1951, il assure également la direction éditoriale du journal de la Corpo, La Basoche. Pendant cette période, il se lie notamment d'amitié avec Claude Chabrol. Il est, pendant un temps, le plus jeune vice-président du Comité français Pierre-de-Coubertin.
Bien que n'étant membre d'aucun parti, il est proche de l'Action française, dont il vend un temps à la criée le journal, Aspects de la France. En 1952, critiqué pour ses outrances, il cède la présidence de la Corpo, qui en fait son président d'honneur. En février 1953, il sollicite le soutien du président de la République, Vincent Auriol, afin d'organiser le déplacement d'étudiants volontaires pour porter assistance aux populations sinistrées lors d'inondations aux Pays-Bas.
En parallèle de ses études, qu'il ne peut financer avec sa seule bourse, Jean-Marie Le Pen occupe les emplois de marin-pêcheur, mineur de fond, métreur d'appartements ou encore ambulant des PTT.
Après avoir limité ses dépenses, il parvient, en 1961, à acheter un langoustier de 17 mètres, le général Cambronne, sur lequel il navigue avec Olivier de Kersauson, Éric Tabarly,,, l'historien André Figueras et l'avocat Jean-Louis Tixier-Vignancour.
Il se lie d'une étroite amitié avec Henri Botey, dit « M. Éric », qui devient, en 1968, le parrain de sa fille Marine, avant la guerre des gangs qui ravage Pigalle.
En 1971, il obtient un diplôme d'études supérieures (DES) en sciences politiques. Dans le cadre du séminaire de Maurice Duverger, il rédige son mémoire sur Le Courant anarchiste en France depuis 1945,.

### Vie privée

#### Relations et enfants

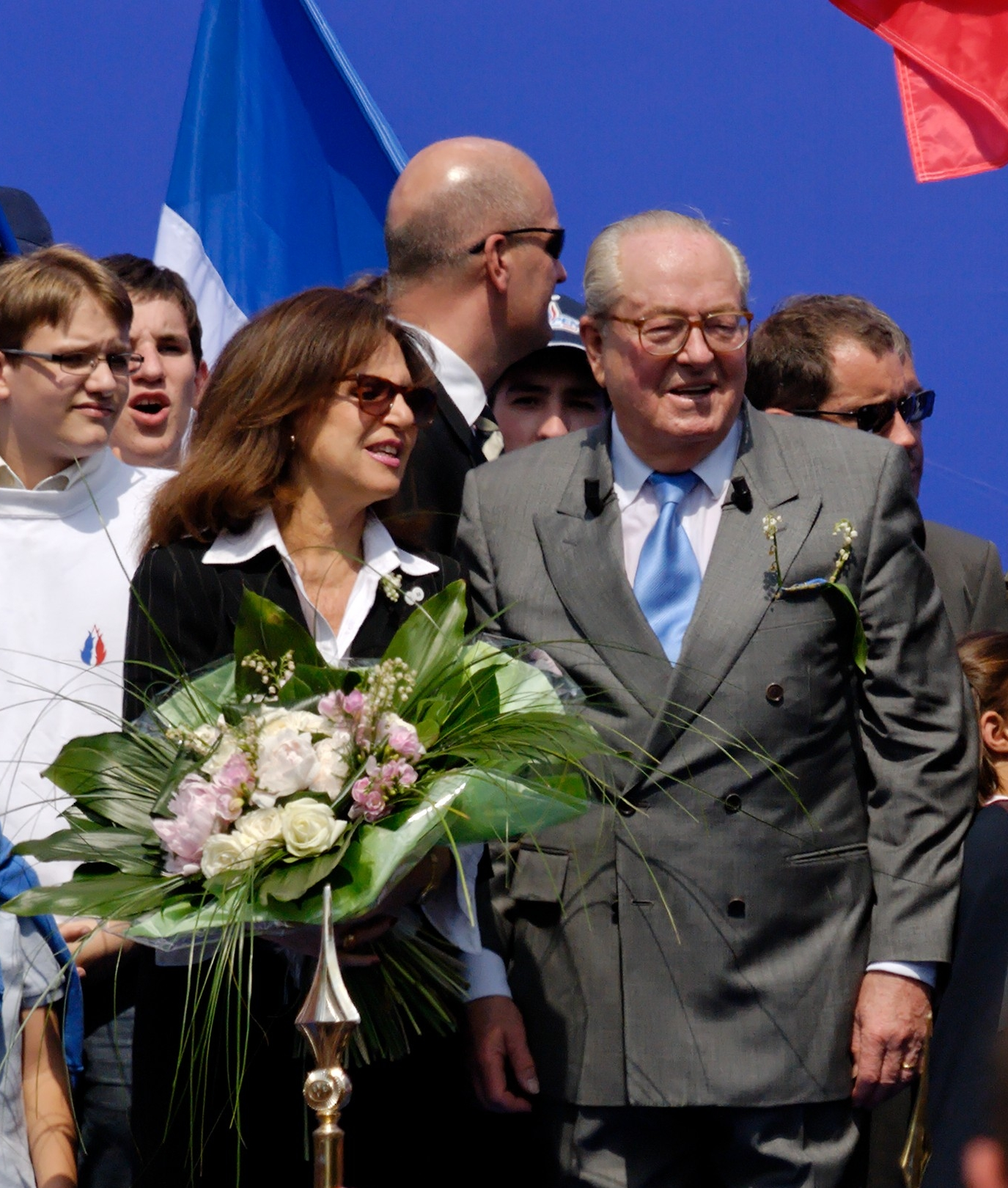
Jean-Marie Le Pen et son épouse Jany Paschos en 2007.

Le 29 juin 1960, à Paris 8e, Jean-Marie Le Pen épouse Pierrette Lalanne (née en 1935), fille d'un négociant en vin de la bourgeoisie landaise et ex-épouse de l'imprésario Claude Giraud. Trois filles naissent de ce mariage : Marie-Caroline, Yann et Marine. La séparation du couple est fortement médiatisée et notamment marquée par les photos de Pierrette Lalanne dans le magazine Playboy, dans lequel elle apparaît dévêtue en réaction à certaines déclarations de Jean-Marie Le Pen. Le divorce est prononcé le 18 mars 1987.
Sa petite-fille, Marion Maréchal, fille de Yann (qui a été assistante parlementaire de Bruno Gollnisch), entre en politique lors des élections régionales de 2010. Jean-Marie Le Pen la convainc ensuite de se présenter aux élections législatives de 2012 dans le département de Vaucluse ; elle remporte le scrutin et devient, à 22 ans, la plus jeune députée de l'histoire de la République.
Jean-Marie Le Pen est notamment parrain du fils de l'ancien numéro deux du FN, Bruno Mégret, de l'une des filles de l'humoriste Dieudonné.

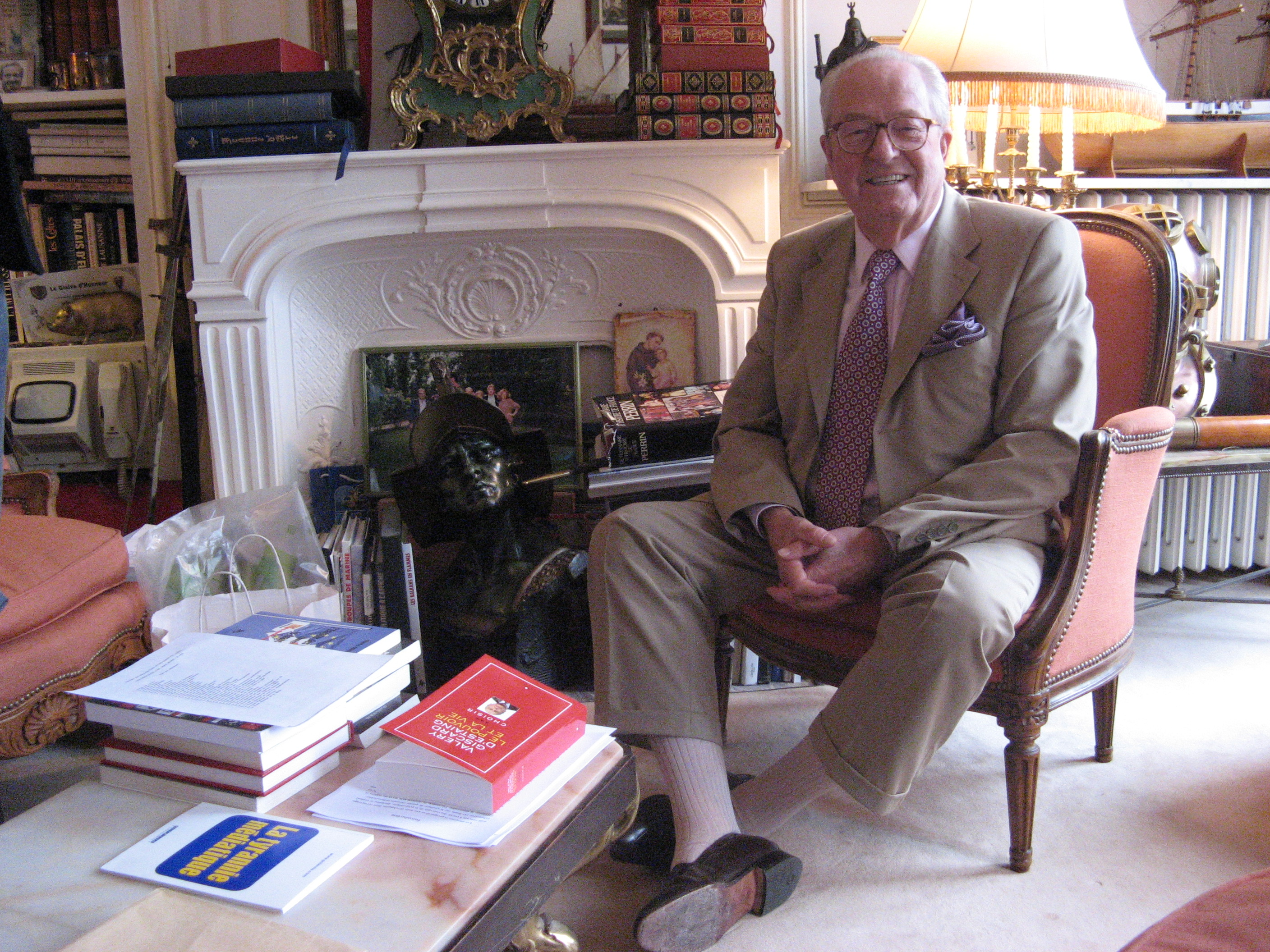
Jean-Marie Le Pen dans sa résidence de Montretout à Saint-Cloud en 2006.

Jean-Marie Le Pen est assujetti à l'impôt de solidarité sur la fortune (ISF) depuis sa création, en 1982. Il tient une partie de son patrimoine du testament d'Hubert Lambert, dit Saint-Julien, auteur de nombreux articles dans des revues nationalistes et héritier de la dynastie des ciments Lambert, mort dans des circonstances controversées le 25 septembre 1976, à 42 ans, sans enfant. Cette succession, et notamment l'hôtel particulier au parc de Montretout à Saint-Cloud, donne lieu à un début de procès, abandonné après négociation avec le « cousin [Philippe] Lambert »,. Pour l'historienne Valérie Igounet, « l'héritage Lambert change considérablement la vie de Jean-Marie Le Pen sur les plans politique et personnel. Il lui permet de faire — comme il l'entend — de la politique ».
Il cesse de vivre à Montretout en 1991, après son remariage civil avec Jany Paschos, pour s'installer à Rueil-Malmaison dans une villa de style Directoire appartenant à sa femme, mais conserve ses bureaux à Saint-Cloud et continue de s'y rendre tous les jours en entretenant la confusion entre cette maison et le quartier général du FN,.
Le 31 mai 1991, Jean-Marie Le Pen épouse en secondes noces à Rueil-Malmaison Jany Paschos (née en 1932), fille d'un marchand de tableaux grec et d'une mère d'origine néerlandaise divorcée de l'homme d'affaires belge Jean Garnier en 1984. Ils se marient religieusement le 16 janvier 2021 lors d'une cérémonie célébrée par l'abbé Philippe Laguérie. Jany Le Pen abjure le protestantisme et professe la foi catholique avant l'échange des consentements, tandis que Jean-Marie Le Pen se marie religieusement pour la première fois.

#### Problèmes de santé
Jean-Marie Le Pen déclare avoir progressivement perdu l'usage de son œil gauche dans les années 1970, à la suite d'une cataracte traumatique, dont Alain Jamet affirme, lors d'une émission télévisée, qu'elle fut consécutive à une bagarre électorale où il défendait Ahmed Djebbour, candidat du Front national des combattants, le 28 mars 1958,. Cependant, dans ses Mémoires, Jean-Marie Le Pen explique avoir perdu son œil à Hyères alors qu'il est en train de monter le chapiteau pour un meeting de Jean-Louis Tixier-Vignancour, à la suite d'un choc « en maniant le maillet pour enfoncer une sardine où l'on attache les cordes de tension ». Il abandonne son bandeau pour un œil de verre au début des années 1980, afin de changer son image alors que le FN prend de l'importance. Dans la perspective des élections européennes de 1984, il commande une hagiographie intitulée Le Pen sans bandeau.
Le 3 février 2022, il est victime d'une forme légère d'accident vasculaire cérébral, ce qui a nécessité son hospitalisation. Le 15 avril 2023, il est hospitalisé d'urgence à la suite d'un malaise cardiaque, son état est jugé sérieux par ses médecins.
En février 2024, il est placé « sous régime de protection juridique » à la demande de sa famille, à la suite de la baisse de ses facultés.
En novembre 2024, il subit une nouvelle hospitalisation pour procéder à des examens à la suite d'un état de faiblesse général.

### Carrière militaire
À la fin de ses études universitaires, Jean-Marie Le Pen hésite entre une carrière d'avocat et une carrière militaire.
En 1944, à l'âge de 16 ans, il avait tenté de s'engager dans les Forces françaises de l'intérieur pour lutter contre les Allemands. Il endosse l'uniforme de parachutiste en novembre 1953. Après six mois passés à l'École d'application de l'infanterie de Saint-Maixent, il participe à la guerre d'Indochine. Il arrive en Indochine en 1954, peu après la chute de Diên Biên Phu qui marqua la fin de la guerre,. En Indochine, il sert comme sous-lieutenant dans le 1er bataillon étranger de parachutistes, sous les ordres de Hélie de Saint Marc, son commandant de compagnie. Il est, en fin de séjour, en 1955, journaliste à Caravelle, l'organe du corps expéditionnaire français. Lors de la guerre d'Indochine, il fait la connaissance d'Alain Delon, avec qui il se lie d'amitié.
En octobre 1956, il quitte pour six mois les bancs de l'Assemblée nationale pour s'engager dans son ancienne unité, devenue le 1er régiment étranger de parachutistes, avec lequel il participe comme chef de section au débarquement à Port-Fouad en Égypte, dans le cadre de l'opération Mousquetaire, puis à la bataille d'Alger.
Il est remarqué par le général Massu pour avoir enterré des soldats de confession musulmane selon le rite de leur religion au lieu de les jeter à la mer. En 1970, le leader du FLN Krim Belkacem lui aurait confié que cette attention lui a évité d'être tué par la rébellion algérienne.
Il est décoré par Massu de la croix de la Valeur militaire.

### Usage de la torture pendant la guerre d'Algérie
En 1962, l'historien Pierre Vidal-Naquet cite dans un article du journal Vérité Liberté des documents établissant que Jean-Marie Le Pen avait, en février et mars 1957, pratiqué la torture durant la guerre d'Algérie, notamment un rapport du commissaire de police principal d'Alger, René Gilles, qui relate des faits de torture commis par Jean-Marie Le Pen,,.
Jean-Marie Le Pen affirme lui-même à deux reprises avoir participé à des interrogatoires utilisant des méthodes « violentes » ou de « moyens exceptionnels », avant de se rétracter plus tard. En 1957, il affirme lors d'un débat public, retranscrit par le journal Le Monde : « Nous avons reçu une mission de police et nous l'avons accomplie, selon un impératif d'efficacité qui exige des moyens illégaux. S'il faut user de violence pour découvrir un nid de bombes, s'il faut torturer un homme pour en sauver cent, la torture est inévitable ». Le 9 novembre 1962, il déclare également dans le journal Combat : « Je n'ai rien à cacher. Nous avons torturé parce qu'il fallait le faire. Quand on vous amène quelqu'un qui vient de poser vingt bombes qui peuvent exploser d'un moment à l'autre et qu'il ne veut pas parler, il faut employer des moyens exceptionnels pour l'y contraindre. C'est celui qui s'y refuse qui est le criminel car il a sur les mains le sang de dizaines de victimes dont la mort aurait pu être évitée »,. Dans le numéro du lendemain, Jean-Marie Le Pen explique : « Je désirerais éclaircir un certain nombre de points de l'interview parue dans votre journal du vendredi 9 novembre 1962, points qui pourraient prêter à équivoque. […] Les méthodes de contraintes utilisées pour démanteler les réseaux terroristes FLN, qui s'attaquaient exclusivement à la population civile dans le but d'y faire régner la terreur, n'ont, dans les unités que j'ai personnellement connues, jamais pu être assimilées à des tortures ». Jean-Marie Le Pen estime que c'est l'image de la fonction qu'il occupait à l'époque qui véhicule ce genre d'accusations : « J'étais à Alger officier de renseignement […] ; comme tel je dois être aux yeux d'un certain nombre de mes collègues ce qui pourrait être le mélange d'un officier SS et d'un agent de la Gestapo ».
Il est de nouveau accusé, dans les années 1980, d'avoir pratiqué la torture durant la guerre d'Algérie. Lors de son passage à L'Heure de vérité en 1984, accusé par Jean-Louis Servan-Schreiber d'avoir manié la « gégène et branché des électrodes », il parle de « nécessaires obligations imposées par la hiérarchie militaire et politique du temps » et déclare être « scandalisé par de telles méthodes ».
Le 12 février 1985, Libération publie des témoignages de cinq Algériens accusant nommément Jean-Marie Le Pen d'avoir, en 1956 et 1957 à Alger, « supervisé » les sévices dont ils furent victimes et, dans certains cas, d'y avoir participé,. Face à ces accusations, Jean-Marie Le Pen évoque « un complot du Gouvernement » socialiste à son encontre et dénonce à ses yeux « un montage politique ». Dans la foulée, Libération publie le témoignage d'un ancien légionnaire en poste à Alger qui confirme qu'il a vu Jean-Marie Le Pen pratiquer la torture, ainsi que de nouveaux témoignages qui accusent Jean-Marie Le Pen d'être responsable de la mort sous la torture d'Ahmed Moulay. La même année, Le Canard enchaîné publie les extraits du livre La Pacification de l'ambassadeur algérien Hafid Kéramane qui accuse Jean-Marie Le Pen d'avoir pratiqué la torture à la villa des Roses et à la villa Sésini, toutes deux utilisées comme centre de torture pendant la guerre d'Algérie. Jean-Marie Le Pen lui-même avait avoué lors d'une réunion de dénonciation de la torture organisée par Les Amis du droit en 1957 : « J'ai été officier de renseignements au 74 boulevard Gallieni [l'adresse de la Villa des Roses]. J'y ai moi-même interrogé des gens »,. En octobre 1985, dans Le Monde, Jean-Maurice Demarquet, engagé avec Jean-Marie Le Pen en Algérie, confie : « Il a fait partie lui-même des équipes qui torturaient. Personnellement »,. En 1988, René Vautier, dans son film À propos de… l'autre détail, relaie le témoignage de plusieurs Algériens qui affirment avoir personnellement subi la torture sous les ordres du lieutenant Le Pen.
En 1992, l'homme d'État Michel Rocard est condamné par la justice pour diffamation après avoir accusé Jean-Marie Le Pen de torture en Algérie. Rocard fait appel de cette décision, et remporte cet appel en 1997 face à Jean-Marie Le Pen.
Le 4 mai 2002, à la veille du second tour de l'élection présidentielle, Mohamed Moulay confie au journal Le Monde l'histoire de son père Ahmed torturé le 3 mars 1957 par une vingtaine de parachutistes, parmi lesquels se trouvait Jean-Marie Le Pen,.
Dans Le Monde du 4 juin 2002, quatre anciens militants et sympathisants du FLN algérien affirment avoir été torturés par Jean-Marie Le Pen à Alger en février 1957,,,. Dans ce même journal, Paul Aussaresses déclare avoir « croisé Le Pen à la villa Sésini ».
Jean-Marie Le Pen nie ces accusations de torture et porte plusieurs fois l'affaire en justice. Lors du procès contre Le Monde en 2003, la défense appelle à témoigner Mohamed Moulay, qui évoquait dans le journal la possibilité que son père ait été torturé par Jean-Marie Le Pen. Lors de l'audience, un poignard des Jeunesses hitlériennes dont le fourreau porte l'inscription « J. M. Le Pen 1er REP » est présenté comme ayant été oublié par Le Pen lors d'une séance de torture,, ; le général Louis Martin estime que ce poignard « n'est pas une arme militaire en service dans l'armée française » et déclare trouver cette accusation « risible »,. À l'issue du procès, que Jean-Marie Le Pen a perdu en appel, l'enquête du Monde fut qualifiée de « particulièrement sérieuse et approfondie » par la justice, et « la bonne foi » du journal reconnue,. La journaliste avait obtenu de Mohammed Moulay, fils d’Ahmed Moulay enlevé ce soir-là par Jean-Marie Le Pen, de pouvoir présenter le poignard au tribunal comme pièce à conviction à forte charge symbolique ; il est désormais au Musée national du moudjahid d'Alger, dans un coffre, non-exposé. 
Alors que l'historien Hamid Bousselham relaie ces accusations de torture, les journalistes d'investigation Pierre Péan et Philippe Cohen écrivent, dans Le Pen, une histoire française (2012), que « s'il a sans doute brutalisé des Algériens », Jean-Marie Le Pen n'a « pas pratiqué la torture institutionnelle ».
Dans ses mémoires parus en 2018, il explique que « nous avons torturé en Algérie parce qu’il fallait le faire » tout en assurant n’y avoir jamais eu recours, mais en 2019 il renoue avec son aveu de 1962 devant les journalistes du Monde : « Le type doit vous dire où sont les bombes, c’est lui qui va fixer la durée de son supplice. S’il parle, son malheur s’arrête. (…) Je le fais sous les ordres de mon capitaine ».
En mars 2023, l'historien Benjamin Stora, à partir d'un podcast pour France Inter, déclenche une polémique en affirmant que « Jean-Marie Le Pen n'a sans doute pas pratiqué la torture en Algérie ». L'historien rapporte onze jours plus tard « avoir fait une erreur », n'ayant pas eu connaissance de la décision de justice concernant Jean-Marie Le Pen. Le journaliste Philippe Collin, tenant le podcast, reformule le discours de Benjamin Stora, soulignant que l'« on ne peut pas prouver que Jean-Marie Le Pen a torturé en Algérie mais c'est une possibilité ». Le 13 janvier 2025, à la suite des aveux publiés par Le Monde quelques jours plus tôt, cette phrase est à nouveau modifiée et indique désormais : « Durant la bataille d'Alger, en 1957, on peut affirmer aujourd'hui de manière définitive que Jean-Marie Le Pen fut un tortionnaire ».
Le 19 janvier 2024, paraît le livre Le Pen et la torture de l'historien Fabrice Riceputi, qui retrace l'histoire de la pratique de la torture par Jean-Marie Le Pen, à travers différentes sources (récits de victimes et de témoins, rapports de police, enquêtes journalistiques et archives militaires).

### Parcours politique

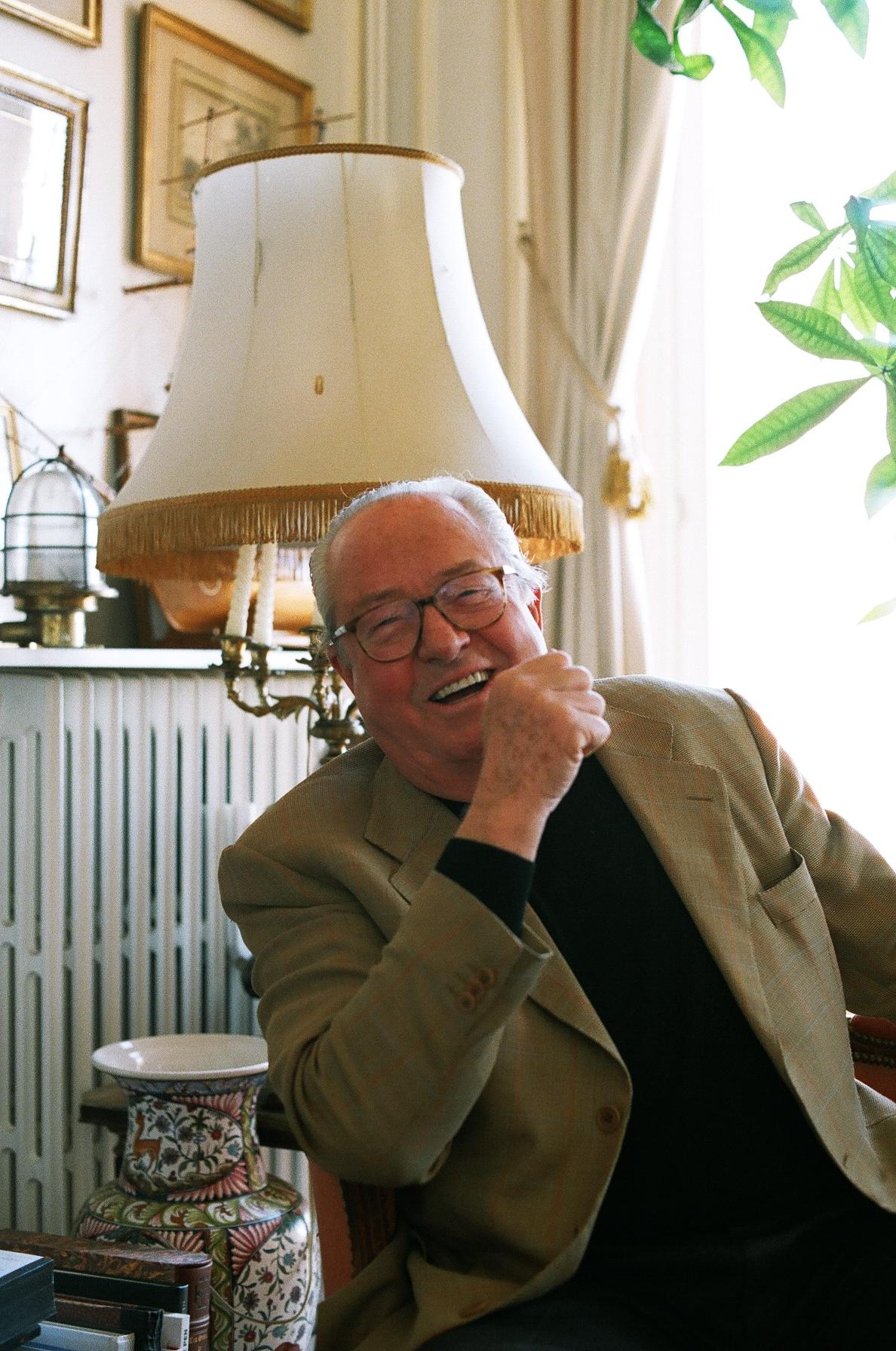
Jean-Marie Le Pen en 2005, dans sa résidence de Montretout.

#### Débuts en tant que député
À son retour d'Indochine, en 1955, Jean-Marie Le Pen devient président des Jeunes indépendants de Paris (à la suite de Jean Bourdier), et délégué général de l'Union de défense de la jeunesse française.
Il pense d'abord se présenter en indépendant aux élections législatives du 2 janvier 1956. Présenté à Pierre Poujade par le président des Anciens d'Indochine, Roger Delpey, et le commissaire Jean Dides, il devient délégué national de l'Union de défense des commerçants et artisans (UDCA) et animateur de sa branche de jeunesse, l'Union de défense de la jeunesse française. Il est placé à la tête de la liste d'Union et fraternité française (UFF) aux législatives dans la première circonscription de la Seine (secteur de Paris). Dans cette circonscription, qui compte des candidats aussi aguerris que Roger Garaudy, Vincent de Moro-Giafferri, Pierre Clostermann ou Édouard Frédéric-Dupont, Jean-Marie Le Pen, qui se présente encore comme étudiant, fait figure d'inconnu ; le deuxième de la liste, Roger Sauvage, est un ancien de l'escadrille Normandie-Niemen. Alors encore appelé Jean Le Pen, il adopte le prénom Jean-Marie au cours de la campagne. La vague poujadiste lui permet d'obtenir quelque 36 000 voix, soit 7,8 % des suffrages exprimés,. Grâce au système de la proportionnelle, Jean-Marie Le Pen est élu à l'Assemblée nationale, à l'âge de 27 ans. Il est souvent présenté comme ayant été le plus jeune député de la législature, mais un jeune communiste, André Chène, de quelques mois son cadet, est élu cette année-là,.
En octobre 1956, l'Assemblée nationale accorde à Jean-Marie Le Pen l'autorisation de servir six mois en Algérie. Il rejoint le Mouvement national d'action civique et sociale (MNACS) de Louis Alloin,. De retour en France métropolitaine en janvier 1957, il est exclu, en mai, de l'UDCA, le mouvement poujadiste, et démissionne le mois suivant du groupe UFF, siégeant parmi les non-inscrits jusqu'à la fin de la législature. Cette même année, il contribue à la fondation du Front national des combattants (FNC), dont il devient un des deux vice-présidents. À ce titre, il soutient la candidature d'un Français de confession musulmane, Ahmed Djebbour, qui est élu député d'Alger en 1958. Le Front national des combattants devient en 1959 le Front national combattant, qui sera dissous en 1961. En 1960, il participe avec Jean-Robert Thomazo à la fondation du Front national pour l'Algérie française (FNAF), dont il prend la vice-présidence ; celui-ci est dissous la même année,.
Revenu d'Algérie, il tente de faire examiner, en vain, un petit nombre de textes relatifs au conflit : un amendement sur la déchéance de nationalité des terroristes ou une autre invitant le Gouvernement à faire du 14 juillet 1957 la « Journée nationale de l'Algérie française ». Le 11 février 1958, à l'Assemblée nationale, lors d'un débat sur le bombardement de Sakiet Sidi Youssef, il interpelle l'ancien président du Conseil des ministres Pierre Mendès France, coupable à ses yeux d'avoir bradé l'Indochine, et lui dit : « Monsieur Mendès France, vous cristallisez sur votre personnage un certain nombre de répulsions patriotiques, presque physiques ». Il l'accuse également d'être le responsable de la situation en ayant accordé l'autonomie interne à la Tunisie. Alors que cette déclaration passe inaperçue à l'époque, elle est rappelée dans les médias quelques décennies plus tard, et interprétée comme antisémite. Jean-Marie Le Pen s'en défend, affirmant : « C'est physique, je le trouve très laid. Le fait qu'il soit juif n'entre pas en ligne de compte »,,.
En novembre 1958, sous l'étiquette « Indépendants de Paris », qui est la fédération parisienne autonome du Centre national des indépendants et paysans (CNIP), Jean-Marie Le Pen est réélu député dans la troisième circonscription de la Seine (son ancienne circonscription ayant été découpée en dix nouvelles circonscriptions). Alors que le scrutin uninominal majoritaire à deux tours est restauré, il réunit sur son nom 45,2 % des suffrages exprimés, face notamment au communiste Lucien Monjauvis et au candidat présenté par l'UNR, Charles Fatosme. Il est, entre 1959 et 1961, membre du Sénat de la Communauté, organe législatif institutionnalisant l'association politique entre la France et les États de son empire colonial, alors en voie de décolonisation.
À l'Assemblée nationale, Jean-Marie Le Pen s'apparente au groupe parlementaire du CNIP, les Indépendants et paysans d'action sociale (IPAS), dont il représente l'aile droite avec Alain de Lacoste-Lareymondie. Il est rapporteur du budget de la guerre à l'Assemblée nationale et de la défense au Sénat de la Communauté. Il ne prend pas part au vote des pleins pouvoirs à Charles de Gaulle, ni aux votes d'investiture de ce dernier et du Gouvernement de Michel Debré, à qui il propose une « période de fiançailles » de quelques mois. Jean-Marie Pottier relève que « le choix par le gouvernement de l'autodétermination en Algérie le fait vite basculer et le sujet fournit dès lors, en dehors de quelques sorties sur les droits et la santé des étudiants (ses électeurs !), l'essentiel de ses interventions, au Parlement mais aussi en dehors » : il est ainsi arrêté à son domicile en janvier 1960, à l'occasion d'une insurrection des partisans de l'Algérie française à Alger ; il monte à la tribune de l'Assemblée pour défendre son collègue député Pierre Lagaillarde, l'instigateur de la « semaine des barricades », emprisonné à la prison de la Santé ; et il est entendu en novembre 1961 par la police après être intervenu lors d'un meeting à la Maison de la Mutualité où ont été ovationnés l'OAS et Raoul Salan,. Au début des années 1960, il rend visite, à Madrid, à Abel Bonnard, Louis Darquier de Pellepoix, Léon Degrelle et Otto Skorzeny,.
Candidat à sa réélection dans la troisième circonscription de la Seine aux élections législatives de 1962, à nouveau soutenu par le CNIP, il est défait dans le cadre d'une triangulaire remportée par le gaulliste de gauche René Capitant.

#### Fédérateur de l'extrême droite

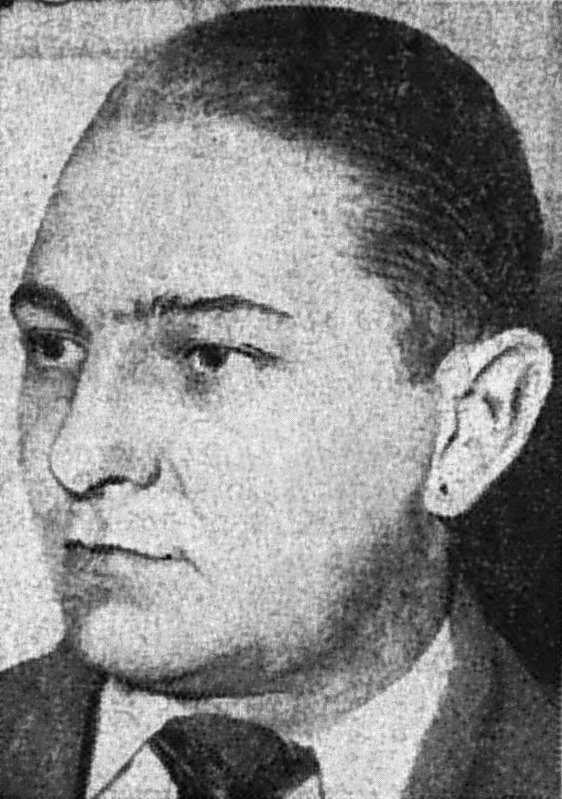
L'avocat d'extrême droite Jean-Louis Tixier-Vignancour (ici en 1938), dont Jean-Marie Le Pen est le directeur de campagne pour l'élection présidentielle de 1965 et avec lequel il rompt rapidement, lui reprochant notamment sa consigne de vote pour François Mitterrand au second tour du scrutin présidentiel.

Dès 1963, il est directeur de campagne de Jean-Louis Tixier-Vignancour en vue de l'élection présidentielle de 1965. Il participe à la fondation des Comités Tixier-Vignancour (« Comités TV »), dont il est le secrétaire général de 1964 à 1966. Avec notamment Roger Holeindre et François Brigneau, il rompt avec Tixier-Vignancour à la suite du scrutin présidentiel, lui reprochant notamment un manque d'autorité politique et son appel à voter au second tour pour le candidat de l'union de la gauche, François Mitterrand,. Dans des entretiens ultérieurs, Jean-Marie Le Pen déclarera que le plus grand regret de sa carrière politique est de ne pas s'être présenté lui-même à l'élection présidentielle de 1965 à la place de Tixier-Vignancour.
Initiateur du cercle du Panthéon, il crée en mars 1963, avec Pierre Durand et Léon Gaultier (un ancien Untersturmführer de la Waffen-SS avec qui il fondera le FN en 1972), une entreprise d'édition phonographique, la Société d'études et de relations publiques (Serp), spécialisée dans l'édition de disques de musique militaire, d'histoire et de discours historiques. Dans la collection « Hommes et faits du XXe siècle », il y publie des enregistrements de discours, parmi lesquels Lénine, Trotsky, Léon Blum, Charles de Gaulle (discours de 1940-1969), Papes de notre temps, Benito Mussolini et le fascisme, Philippe Pétain, Pierre Laval ou Adolf Hitler, discours d'un dictateur. Il est en 1967 chef de publicité aux journaux Minute et Le Crapouillot,.
Aux élections législatives de 1968, il se présente comme « candidat national indépendant d'union centriste » dans la troisième circonscription de Paris (nouvelle dénomination de la troisième circonscription de la Seine), où il est éliminé au premier tour,. Le député sortant, René Capitant, qu'il accuse par son inaction d'être le complice des émeutiers de Mai 68, l'emporte à nouveau,.
En 1972, les responsables du mouvement Ordre nouveau font appel à lui pour prendre la tête du Front national, un parti destiné à l'origine à élargir leur audience. Le FN n'obtient, au départ, que des scores électoraux extrêmement faibles. Candidat aux élections législatives de 1973 dans la quinzième circonscription de Paris, il obtient 5,2 % des suffrages. Alors que le FN recueille 1,3 % des suffrages exprimés en étant présent dans 98 circonscriptions, Jean-Marie Le Pen juge ce résultat encourageant, contrairement à la plupart des militants d'Ordre nouveau.
Peu après les élections législatives de 1973, Ordre nouveau est dissous à la suite de violences publiques. Jean-Marie Le Pen rompt ensuite avec les anciens chefs d'Ordre nouveau, dont beaucoup quittent alors le FN pour fonder un parti concurrent, le PFN. Lors de l'élection présidentielle de 1974, se définissant comme le candidat de la « droite sociale, populaire et nationale » et le seul candidat de droite,, Jean-Marie Le Pen recueille 191 000 voix, soit 0,75 %. En vue du second tour, il appelle à voter en faveur de Valéry Giscard d'Estaing, avec qui il a siégé au sein du groupe IPAS à l'Assemblée nationale à la fin des années 1950,.
Plusieurs événements violents marquent les premières années du FN. Le 2 novembre 1976, un attentat à la bombe détruit son domicile parisien, l'attentat de la villa Poirier. Les vingt kilos d'explosifs, l'une des plus grosses charges qu'ait connues Paris depuis la Seconde Guerre mondiale, détruisent toute une partie de l'immeuble de cinq étages. L'attentat est revendiqué par un comité antifasciste. Au scrutin législatif de 1978, il s'oppose à Édouard Frédéric-Dupont dans la cinquième circonscription de Paris, où il recueille au premier tour 3,9 % des suffrages ; pendant l'entre-deux tours, François Duprat, cadre influent du FN, est tué dans l'explosion de sa voiture piégée.
Jean-Marie Le Pen n'obtient pas les 500 parrainages nécessaires pour se présenter à l'élection présidentielle de 1981. Valéry Giscard d'Estaing aurait alors cherché, sans succès, à obtenir son soutien,. Il appelle à voter blanc ou nul au second tour,. L'historienne Valérie Igounet indique qu'il a assumé seul le financement de la campagne des élections législatives de juin 1981, grâce à l'héritage légué par Hubert Lambert, en raison de l'absence de tout financement de l'État à cette époque. Lors de ce scrutin, le FN présente ses candidats sous la bannière du « Rassemblement pour les libertés et la patrie », et Jean-Marie Le Pen réunit 4,4 % dans la 22e circonscription de Paris.

#### Chef de file des revendications nationalistes

##### Premiers scores significatifs du Front national
Lors des élections cantonales de 1982, moins d'un an après l'arrivée au pouvoir de la gauche, le Front national présente des candidatures dans une soixantaine de cantons et connait ses premiers succès électoraux, avec des scores avoisinant les 10 % à plusieurs endroits (Grande-Synthe, Dreux-Ouest, Dreux-Est, Pont-de-Chéruy). L'année suivante, lors des élections municipales, Jean-Marie Le Pen propose au RPR et à l'UDF des listes d'union de la droite. Ce scrutin voit une percée du Front national et l'élection de Jean-Marie Le Pen comme conseiller à Paris, sa liste obtenant 11,3 % dans le XXe arrondissement. Quelques mois plus tard, en septembre 1983, lors d'une élection municipale partielle à Dreux, la liste conduite par Jean-Pierre Stirbois obtient plus de 16 % des voix et fusionne avec la liste RPR-UDF, qui l'emporte au second tour.
Dans le même temps, au printemps 1982, Jean-Marie Le Pen remet une lettre au nouveau président de la République, François Mitterrand, pour dénoncer le manque de visibilité du FN à la télévision, et en particulier l'absence de couverture télévisuelle du sixième congrès du FN. Le 22 juin 1982, François Mitterrand signe une réponse écrite à Jean-Marie Le Pen dans laquelle il juge « regrettable que le congrès d'un parti soit ignoré par Radio-Télévision », et annonce qu'il demande au ministre de la Communication, Georges Fillioud, « d'appeler l'attention des responsables des sociétés Radio-Télévision sur [c]e manquement ». Une semaine plus tard, Jean-Marie Le Pen intervient en direct au journal de 20 heures de TF1,. Il obtient un accès croissant à l'espace médiatique, notamment avec son passage à L'Heure de vérité le 13 février 1984, sur demande de François Mitterrand. Quelques jours après l'émission, le FN enregistre un millier d'adhésions quotidiennes alors qu'il n'en recueillait en moyenne que quinze jusqu'ici. Par la suite, Jean-Marie Le Pen a su gré à François Mitterrand de lui accorder un traitement « équitable ». À ce sujet, Franz-Olivier Giesbert évoque les propos du ministre socialiste Pierre Bérégovoy, qui, en juin 1984, considérait que la gauche avait tout intérêt « à pousser le FN » afin de rendre la droite parlementaire « inéligible ».
Candidat à l'élection législative partielle de décembre 1983 dans la deuxième circonscription du Morbihan, Jean-Marie Le Pen dépasse les 12 % et obtient même une majorité absolue des voix (51 %) à La Trinité-sur-Mer, sa commune de naissance,,. Aux élections européennes de juin 1984, la liste FN qu'il conduit recueille 11,0 % des suffrages. Élu député européen, Jean-Marie Le Pen est constamment réélu à partir de cette date jusqu'aux élections européennes de 2014. À la suite de ces élections de 1984, Jean-Marie Le Pen constitue et préside un groupe d'extrême droite au Parlement européen, le groupe des droites européennes (GDE), qui rassemble les élus du Front national, du Mouvement social italien – Droite nationale et un élu du parti grec Union politique nationale. Lors des élections européennes de 1989, l'élu grec n'est pas réélu, tandis que le Mouvement social italien, qui effectue un virage vers le centre droit, refuse de continuer à siéger avec le Front national. Le GDE est alors dissous, mais une alliance entre le Front national, le parti flamand Vlaams Blok et le parti allemand Les Républicains permet la constitution du Groupe technique des droites européennes (GTDE). Jean-Marie Le Pen préside ce groupe jusqu'aux élections de 1994, qui voient la non-réélection des Républicains allemands. Dès lors, les élus FN font partie des non-inscrits ; entre 1999 et 2001, ils siègent au sein du Groupe technique des indépendants (GTI), qui rassemble des élus de différentes sensibilités politiques.

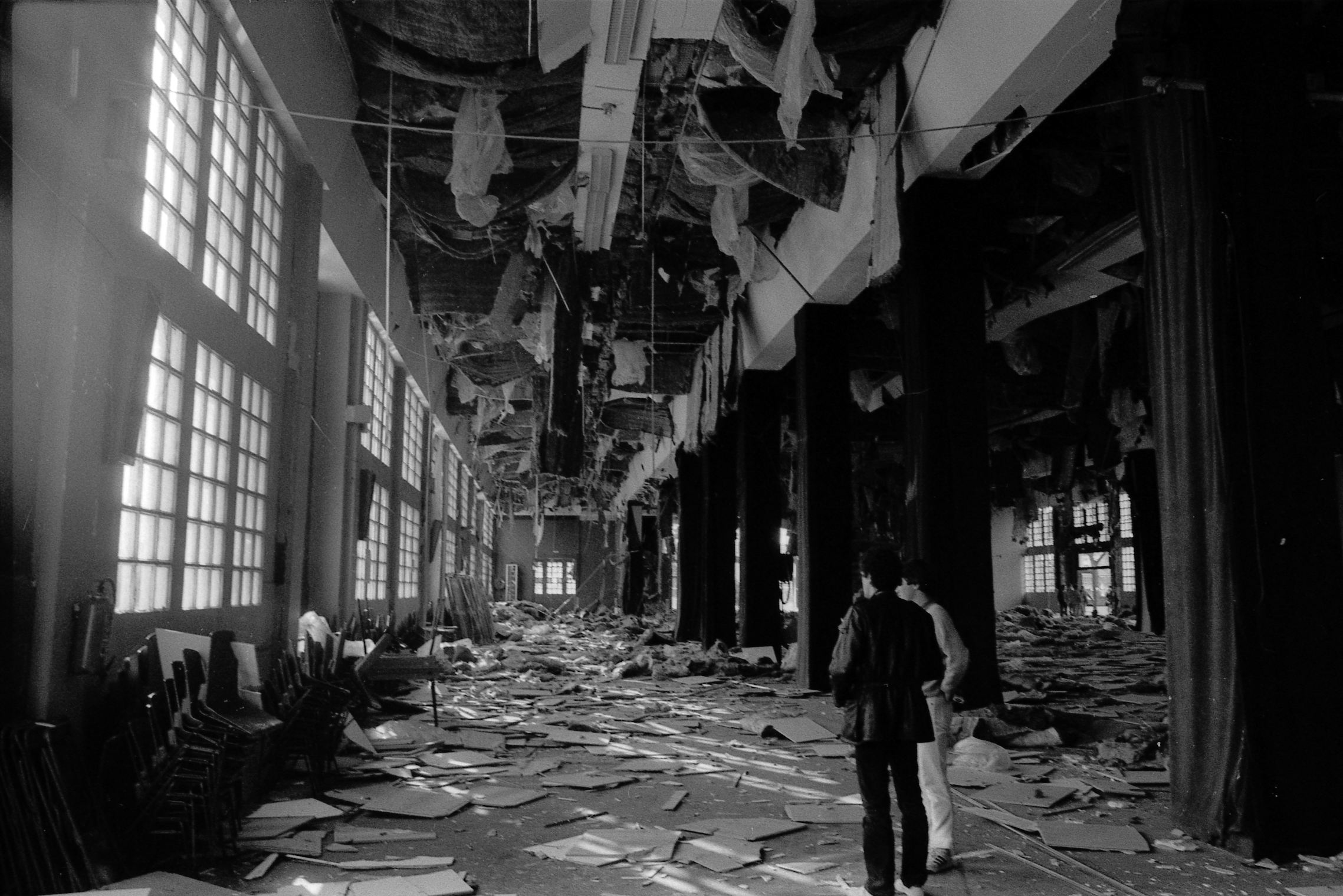
La salle Jean Mermoz (île du Ramier, Toulouse), détruite par deux engins explosifs afin d'y empêcher la tenue d'un meeting de Jean-Marie Le Pen, en juin 1984.

L'émergence du FN sur le devant de la scène politique française pousse la droite à se positionner par rapport à Jean-Marie Le Pen alors qu'un certain nombre des cadres du Front national vient des partis de droite ou bien a travaillé avec eux, à l'instar de Bruno Gollnisch, Gabriel Domenech, Jean-Marie Le Chevallier, Jean-Yves Le Gallou, Bruno Mégret ou encore Michel de Rostolan.
En 1986, Jean-Marie Le Pen est élu conseiller régional d'Île-de-France ; lors de l'élection du président de la région Île-de-France, le groupe Front national présente aux deux premiers tours de scrutin la candidature de Soraya Djebbour (fille d'Ahmed Djebbour, qu'il avait contribué à faire élire trois décennies auparavant), première femme musulmane élue au conseil régional d'Île-de-France. Le FN fait élire des présidents de conseils régionaux RPR ou UDF dans les régions où ses voix sont nécessaires pour les faire gagner. Étant député et député européen, Jean-Marie Le Pen démissionne du conseil régional, laissant son siège à Pierre Menuet[réf. nécessaire]. En 1992 et 1998, tête de liste régionale et dans le département des Alpes-Maritimes, il est élu au conseil régional de Provence-Alpes-Côte d'Azur,,. Aux élections régionales de 1998, les listes FN arrivent en deuxième position, avec 26,6 % des voix et 37 conseillers régionaux, soit le même nombre d'élus que pour la droite. Alors que des conseillers de droite — conduits par Christian Estrosi — cherchent à nouer une alliance avec le FN comme en 1986, des élus tels que François Léotard s'opposent à ce rapprochement, ce qui permet l'élection du socialiste Michel Vauzelle à la présidence du conseil régional. Jean-Marie Le Pen perd son mandat de conseiller régional le 24 février 2000, après avoir été condamné à un an d'inéligibilité.

##### Député et candidat à l'élection présidentielle de 1988
La mise en place d'un scrutin de liste proportionnel à un tour par le Gouvernement socialiste permet au Front national d'obtenir 35 députés aux élections législatives de 1986. Jean-Marie Le Pen est ainsi député de Paris et préside le groupe Front national – Rassemblement national (FN-RN) à l'Assemblée nationale durant la VIIIe législature. Il revient ainsi au palais Bourbon un quart de siècle après en être parti, un cas rare dans la vie politique française.
Dans son premier discours à l'Assemblée nationale, il accuse Jacques Chirac d'avoir frappé le Front national « d'une espèce d'apartheid politique » en pensant qu'il pouvait « transmettre le SIDA »,. Jean Lecanuet salue « un discours bien fait » et Valéry Giscard d'Estaing un discours « chaleureux et vivant ». Tout en décidant de ne pas accorder sa confiance au Gouvernement de Jacques Chirac, il se situe dans une « majorité anti-marxiste », anti-socialiste, et se dit prêt à voter au cas par cas des textes de la majorité. Jacques Chirac met en place la stratégie dite du « cordon sanitaire » en désignant personnellement les députés de la majorité chargés de côtoyer ceux du FN et leur demande de ne pas leur adresser la parole. Selon l'historien Nicolas Lebourg, il espère « être appelé au gouvernement, rêvant du ministère de la Défense », et « répond au veto chiraquien par l'isolement de ses élus, pour ne pas qu'ils soient tentés de rejoindre des partis plus faciles à porter socialement et distribuant plus de capital social et financier ».
Travaillant à l'amélioration de son image en vue de l'élection présidentielle de 1988, alors que son parti est en ascension électorale, il multiplie les rencontres avec des personnalités étrangères, notamment aux États-Unis, au début de l'année 1987, où il serre la main de Ronald Reagan, dont il se veut le pendant français ; lors de son séjour, il est invité par le Congrès juif mondial, qui applaudit son discours pro-israélien. Cette campagne est remise en cause par ses propos sur les chambres à gaz en septembre 1987.
Durant la campagne présidentielle de 1988, il met en avant le thème de la sécurité, qu'il considère comme la première liberté du citoyen. Il se targue de « dire tout haut ce que tout le monde pense tout bas » et distingue la « société pluriculturelle, multiraciale, internationaliste », représentée par François Mitterrand et à laquelle ne s'opposent pas les candidats de droite, et la « société du patriotisme national et européen », qu'il estime incarner,. Le 24 avril 1988, il obtient 4,4 millions de voix, soit 14,4 %, un score bien supérieur à ce que lui accordaient les sondages,. Les études d'opinion indiquent alors qu'il a réalisé ses meilleurs scores chez les commerçants/artisans, et chez les classes moyennes et supérieures. Jean-Marie Le Pen, qui pensait pouvoir figurer devant ses adversaires de droite Jacques Chirac et Raymond Barre, considère cependant ce score comme un échec.
Ce score inattendu de l'extrême droite met dans une situation délicate Jacques Chirac, qui a besoin des voix de Jean-Marie Le Pen pour l'emporter face à François Mitterrand. Or, les relations qu'il entretient avec celui-ci sont tendues. Il avait en particulier déclaré qu'« il était déshonorant de [lui] serrer la main », bien qu'une photo prise en 1987 sur une plage de Cap d'Antibes les montre tous deux en maillot de bain se saluant. Entre les deux tours de l'élection, le président du FN estime que les électeurs de la droite classique se réfèrent aux mêmes valeurs que ceux du Front national, ce qui laisse augurer un rapprochement entre les deux hommes. Jacques Chirac rencontre secrètement Jean-Marie Le Pen par l'entremise du général Pierre de Bénouville et en présence de Charles Pasqua et d'Édouard Balladur ; mais à cette occasion, Jacques Chirac aurait déclaré qu'il ne ferait aucune concession sur son programme. Jean-Marie Le Pen ne donne pas de consigne de vote en vue du second tour. Charles Pasqua regrette cette absence d'accord et considère qu'elle a acté l'échec de la droite au scrutin. À l'issue du vote, une étude Sofres indique que 65 % des électeurs de Jean-Marie Le Pen ont voté pour Jacques Chirac au second tour, contre 19 % pour le président sortant.
Dès lors, le journaliste Serge Moati affirme que les différences entre droite et gauche s'estompent pour laisser place à un « front anti-FN ». Jean-Marie Le Pen condamne vivement la décision de Jacques Chirac de revenir au scrutin majoritaire pour les élections législatives de juin 1988, l'accusant de « violer l'Assemblée nationale » : ce choix annonce la disparition du groupe FN à l'Assemblée. Lors de ces élections, Jean-Marie Le Pen est battu par Marius Masse (Parti socialiste) dans la huitième circonscription des Bouches-du-Rhône, obtenant 43,6 % des suffrages au second tour.

Cette même année, Jean-Marie Le Pen crée l'association de financement Cotelec, qui se donne pour mission de « promouvoir l'image et l'action de Jean-Marie Le Pen » et qui accorde régulièrement des prêts au FN ou à ses candidats et lui reverse une partie de ses revenus. Le mode de financement de cette association sera critiqué en 2013 et 2014, notamment à la suite du rejet de ses comptes par la Commission nationale des comptes de campagne et de la réception, via un compte ouvert à la banque suisse Julius Bär, d'un prêt de deux millions d'euros de la société chypriote Vernonsia Holdings Ltd,,,.

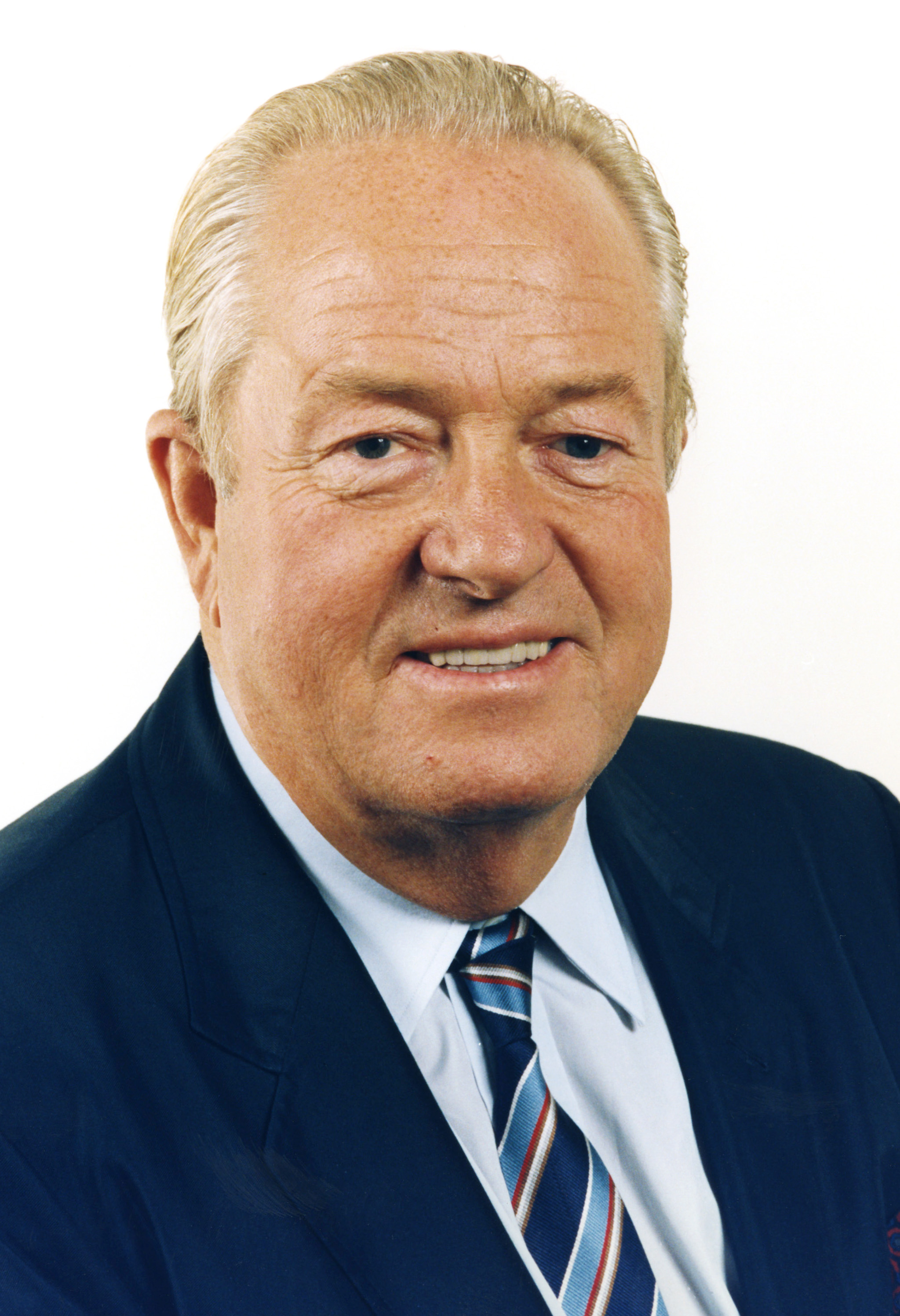
Jean-Marie Le Pen en 1984 en tant que député européen.

En 1990, il s'oppose à la guerre du Golfe contre l'Irak et déplore que la France soit « à la remorque de ceux qui se veulent aujourd'hui les gendarmes du monde ».
Il se présente pour la dernière fois à une élection législative en 1993 dans la troisième circonscription des Alpes-Maritimes ; il est battu au second tour avec 42,1 % des voix par Rudy Salles (UDF),.

##### Candidature à l'élection présidentielle de 1995

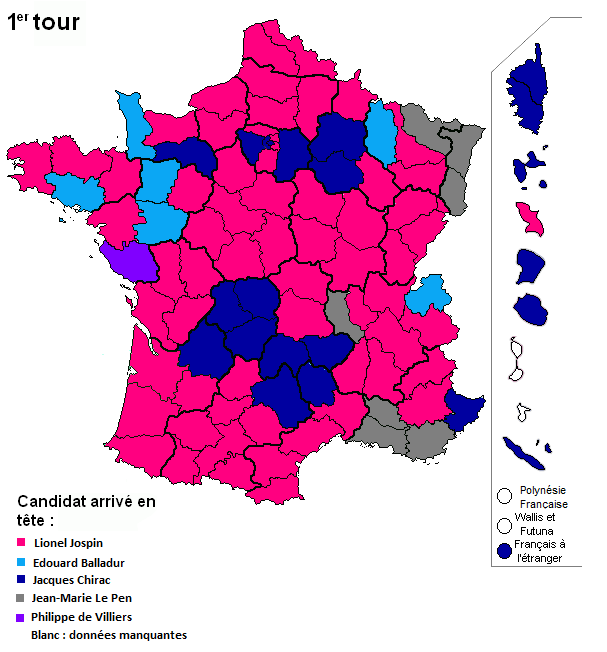
Candidats arrivés en tête du premier tour de l'élection présidentielle de 1995 (par département).

Candidat à l'élection présidentielle de 1995, il obtient 4,57 millions de voix, soit 15,0 %, arrivant en quatrième position au premier tour, derrière Lionel Jospin, Jacques Chirac et Édouard Balladur. Il améliore ainsi sensiblement son score de la présidentielle de 1988, lors de laquelle il avait opté pour une campagne plus libérale sur le plan économique. C'est dans l'Est de la France, en particulier dans le Sud-Est, qu'il rencontre le plus de succès. Cette situation est généralement expliquée par la sensibilité de l'électorat de ces territoires aux thèmes de l'immigration et de l'insécurité. Son discours « anti-élites » est également considéré comme un facteur de succès. Jean-Marie Le Pen refuse de choisir entre Jacques Chirac et Lionel Jospin, les qualifiant tous deux d'« hommes de gauche » et déclarant : « Pour nous, disons-le clairement, Chirac, c'est Jospin en pire. »,.
Les élections municipales de juin 1995 sont un succès pour le Front national, qui obtient des mairies pour la première fois : Jean-Marie Le Chevallier est élu à Toulon, Jacques Bompard à Orange et Daniel Simonpieri à Marignane. Aux législatives de 1997, le FN obtient 14,9 % des voix au premier tour et parvient à se maintenir dans de nombreuses circonscriptions au second tour ; Jean-Marie Le Chevallier est élu député dans le Var.

#### Scission du Front national de 1998-1999
Bruno Mégret, ancien membre du RPR, adhère au Front national en 1987, et devient délégué général du parti l'année suivante. Rapidement, il démontre ses talents d'organisateur et acquiert une forte popularité au sein du Front national. Au cours des années 1990, des divergences apparaissent avec Jean-Marie Le Pen.
Le délégué général du FN apparaît comme plus ferme sur les questions d'immigration, notamment au vu des 50 mesures « concrètes » qu'il propose pour lutter contre celle-ci en 1991. Il met en œuvre une stratégie de dédiabolisation du Front national devant permettre son accession au pouvoir ; dans cette optique, il se montre ouvert à de potentielles alliances avec la droite parlementaire. Son discours met également l'accent sur les questions économiques, où il apparaît comme plus libéral que le président du parti. Enfin, ses positions sont jugées plus atlantistes que celles de Jean-Marie Le Pen en matière de politique étrangère. Dans le même temps, Jean-Marie Le Pen perd le soutien de plusieurs cadres du parti, qui regrettent son manque d'implication dans les élections législatives et locales.
Fin 1998, Bruno Mégret provoque une scission du Front national, qui perd nombre de ses cadres et des milliers d'adhérents. Le FN chute à 5,7 % aux élections européennes de 1999, n'obtenant que cinq sièges. Après sa condamnation par la cour d'appel de Versailles, en novembre 1998, à un an d'inéligibilité à titre de peine complémentaire et le rejet de ses recours devant le Conseil d'État et les juridictions communautaires,,,,, Jean-Marie Le Pen perd son mandat européen le 10 avril 2003. La suivante de la liste FN, Marie-France Stirbois, le remplace, et il retrouve son mandat à l'occasion des élections européennes de l'année suivante.

#### Idéologie et «lepénisation des esprits»

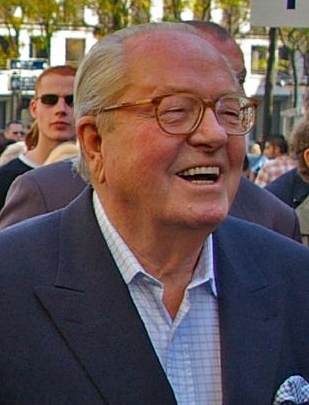
Jean-Marie Le Pen en 2007.

Jean-Marie Le Pen professe des idées nationalistes, que ses adversaires jugent extrémistes voire xénophobes. Il prône une politique de lutte contre l'immigration, pour la préférence nationale, et la relance de la démographie par la natalité. La médiatisation de son discours sur les questions d'immigration et d'insécurité favorise l'émergence de ces thèmes dans le débat public à partir du début des années 1980. Le néologisme politique « lepénisation des esprits » désigne l'acceptation progressive par les Français de tout ou partie des thèmes développés par Jean-Marie Le Pen. Le premier homme politique à employer ce terme est le sénateur Robert Badinter, le 4 février 1997, lors des débats parlementaires sur la loi Debré relative à l'immigration,.
Lors de la campagne présidentielle de 1974, Jean-Marie Le Pen se définit comme le candidat d'une « droite qui ose dire son nom ». Sur le plan économique, tout en dénonçant les excès du capitalisme, il concentre son discours sur les fonctions régaliennes de l'État (ordre, défense, justice), et se montre hostile aux prélèvements obligatoires et aux interventions économiques de l'État. Il est favorable à des privatisations et à une réduction du nombre de fonctionnaires, critique l'action des « syndicats marxistes » et se prononce pour un strict encadrement du droit de grève. Ses priorités sont les mêmes lors de la campagne présidentielle de 1988, lors de laquelle il dénonce un « État bureaucratique, fiscaliste et socialiste ».
À partir des années 1990, il s'éloigne de la vision libérale (« reaganienne ») qu'il défendait jusque-là. Il émet des réserves de plus en plus fortes sur le libre-échange et la mondialisation, dénoncée sous le terme de « mondialisme ». Cette dernière thématique est de plus en plus évoquée dans ses discours, tandis que décline quelque peu celle de l'immigration. Alors qu'il est traditionnellement classé à l'extrême droite ou à droite de l'échiquier politique, le terme de « gaucho-lepénisme » fait son apparition à l'occasion de l'élection présidentielle de 1995, lors de laquelle Jean-Marie Le Pen arrive en tête des votes chez les ouvriers et bénéficie du soutien d'anciens électeurs de gauche.
Il met principalement en avant le thème de l'insécurité. Selon lui, l'« absence de sécurité grandissante des personnes et des biens » est liée au phénomène « d'immigration massive » que connaît la France depuis les années 1960-1970. Certains de ses partisans affirment qu'une partie de la communauté juive de France s'est rapprochée de ses idées, ressentant une pression de l'antisémitisme en France dont la responsabilité serait à imputer à l'immigration musulmane, que Jean-Marie Le Pen dénonce.
Au niveau institutionnel, il s'inquiète d'institutions équivoques, à mi-chemin entre régime présidentiel et régime parlementaire, et propose ainsi une révision de la Constitution visant à renforcer les pouvoirs de l'Assemblée nationale et à instaurer une véritable cour suprême.
Hostile à la loi Faure sur l'enseignement supérieur, Jean-Marie Le Pen plaide pour une « dépolitisation » de l'enseignement.
Initialement favorable à davantage d'intégration européenne, Jean-Marie Le Pen modère ses convictions européistes à la veille du référendum de 1992 sur le traité de Maastricht, pour lequel il appelle à voter « non ». Se posant désormais en défenseur de la « souveraineté française » face au fédéralisme européen, il appelle également à voter « non » au référendum de 2005 sur le traité établissant une constitution pour l'Europe.
En matière de politique étrangère, son anticommunisme le conduit à se prononcer, en 1974, pour des « alliances européennes et atlantiques » face à l'« impérialisme soviétique ». Il se pose longtemps en défenseur d'Israël face au nationalisme arabe, au point d'être un temps considéré comme l'homme politique français le plus favorable à cet État,. Mais après l'effondrement du bloc communiste, il adopte une position moins atlantiste et prend ses distances avec Israël. Cette évolution lui attire la sympathie de personnalités plus à gauche, comme Alain Soral, mais l'oppose notamment à Bruno Mégret et à de nombreux adhérents du Front national, en particulier des pieds-noirs, qui quittent le parti. En novembre 1990, en pleine guerre du Golfe, Jean-Marie Le Pen se rend à Bagdad pour négocier directement avec Saddam Hussein la libération de 55 otages, qu'il ramène en France ; en 1996, il effectue une nouvelle visite en Irak pour soutenir le régime de Saddam Hussein, menacé par le blocus occidental. Par ailleurs, Jean-Marie Le Pen entretient des relations amicales avec l'ancien Premier ministre turc Necmettin Erbakan,, qu'il rencontre personnellement lors de ses vacances d'été à Altınoluk (en) en 1997. Dans un entretien accordé au bimensuel Flash en septembre 2009, il revient sur cette amitié et déclare à propos d'Erbakan : « il faut savoir qu'il s'agit d'un religieux, très profondément croyant, persuadé comme moi que l'islam risque de se corrompre dans la fréquentation ou dans l'intimité d'un Occident décadent ».

#### Élection présidentielle de 2002

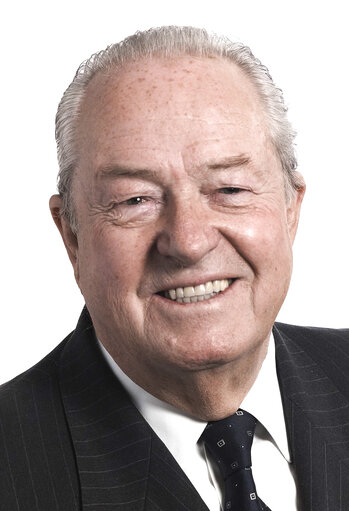
Jean-Marie Le Pen en 2004.

À l'approche du scrutin présidentiel de 2002, l'extrême droite apparaît très affaiblie et divisée en raison de la scission de 1999. Les sondages accordent longtemps à Jean-Marie Le Pen moins de 10 % des suffrages, tandis que le président sortant, Jacques Chirac, et le Premier ministre socialiste, Lionel Jospin, sont donnés favoris.
Pendant la campagne, il appelle à la constitutionnalisation de la préférence nationale, à l'expulsion immédiate des immigrés en situation irrégulière, à la fin du regroupement familial et à la suppression de l'acquisition automatique de la nationalité française. Il souhaite également une hausse significative des moyens mis à la disposition des forces de l'ordre et l'application du principe de « tolérance zéro ». Au niveau économique, il dénonce « trente ans de fiscalo-étatisme » et se prononce pour l'allongement de l'âge légal de départ à la retraite de 60 à 65 ans. S'il mène une campagne au ton apaisé, s'affirmant par exemple « candidat du centre droit » afin de se distinguer de la candidature de Bruno Mégret, il profite, selon Nicolas Lebourg, d'« un climat anxiogène, où la thématique de l'insécurité devient la grille de lecture du pays et où chacun fait ainsi, mezza voce, la campagne du candidat frontiste ».

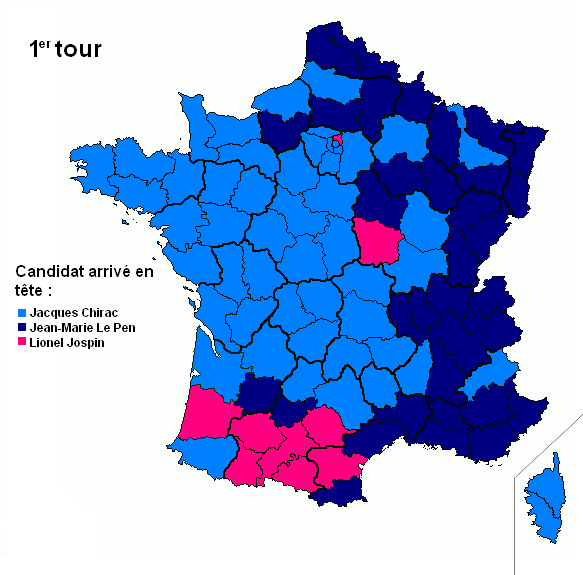
Candidats arrivés en tête du premier tour de l'élection présidentielle de 2002 (par département).

Le 21 avril 2002, lors du premier tour de l'élection présidentielle, Jean-Marie Le Pen obtient 4,8 millions de voix et 16,9 % des suffrages, se classant en deuxième position sur 16 candidats, derrière Jacques Chirac (19,9 %) et devant Lionel Jospin (16,2 %). Malgré un contexte de forte abstention (28,4 %), il améliore son résultat de plus de 200 000 voix par rapport à la présidentielle de 1995. Il réalise ses meilleurs scores dans l'est de la France, avec un pic de 26 % dans les Alpes-Maritimes et de 27 % à Marseille. Les enquêtes d'opinion indiquent l'importance qu'apporte son électorat aux questions d'immigration, de délinquance et de chômage.
Cette élection constitue un événement important dans la vie politique française dans la mesure où c'est la première fois qu'un candidat classé à l'extrême droite se qualifie pour le second tour d'une élection présidentielle. Le traditionnel débat d'entre-deux-tours n'a pas lieu, Jacques Chirac refusant de débattre avec lui en direct sur les chaînes de télévision. Les médias soulignent alors la stratégie du président sortant visant à ne pas effrayer les électeurs de gauche, qui s'apprêtent à voter massivement pour lui, et à éviter toute confrontation directe avec Jean-Marie Le Pen,.
Parmi les 14 candidats éliminés, 11 appellent à voter en faveur de Jacques Chirac et seul Bruno Mégret (2,3 %) se prononce pour le candidat du Front national en vue du second tour. Plusieurs manifestations sont organisées par des opposants à l'extrême droite, notamment le 1er mai, où 500 000 personnes manifestent à Paris alors que Jean-Marie Le Pen tient son traditionnel défilé en hommage à Jeanne d'Arc.
Le 5 mai 2002, Jean-Marie Le Pen recueille 17,8 % des voix, contre 82,2 % à Jacques Chirac. Il améliore son score de 720 000 voix par rapport au premier tour. Aux élections législatives de juin suivant, le Front national obtient 11,1 % des voix, soit quatre points de moins qu'en 1997.

#### Dernières campagnes électorales
Sa candidature aux élections régionales de 2004 en Provence-Alpes-Côte d'Azur est rejetée par le préfet de région pour cause d'absence de domiciliation ou d'attache fiscale dans la région,. Il retrouve son mandat de conseiller régional de Provence-Alpes-Côte d'Azur après les élections régionales de 2010, lors desquelles il réalise le meilleur score pour un candidat FN au second tour (22,9 % des voix au niveau régional et 23,8 % dans les Alpes-Maritimes, où il est tête de liste),. Le 26 mars 2010, en tant que doyen d'âge, il préside la séance inaugurale, qui voit la réélection du socialiste Michel Vauzelle à la tête de la région. Jean-Marie Le Pen préside ensuite le groupe FN au conseil régional de PACA ; avec 21 élus, celui-ci est le plus important groupe FN d'une région française.
La liste qu'il conduit aux élections européennes de juin 2004 dans la circonscription Sud-Est obtient 12,2 % des voix, ce qui lui permet de faire son retour au Parlement européen. Il est réélu cinq ans plus tard, en juin 2009, sa liste ayant recueilli 8,5 % des suffrages ; alors qu'il est pressenti pour être le doyen d'âge du Parlement européen, ce qui lui aurait permis de présider la session inaugurale, les députés européens adoptent en mai 2009 une modification du règlement interne du Parlement européen afin d'écarter cette possibilité,. Le 25 mai 2014, la liste FN qu'il mène arrive en tête du scrutin dans le Sud-Est avec 28,2 %. Lors de la 8e législature, il fait partie des élus français les moins présents au Parlement européen,,.

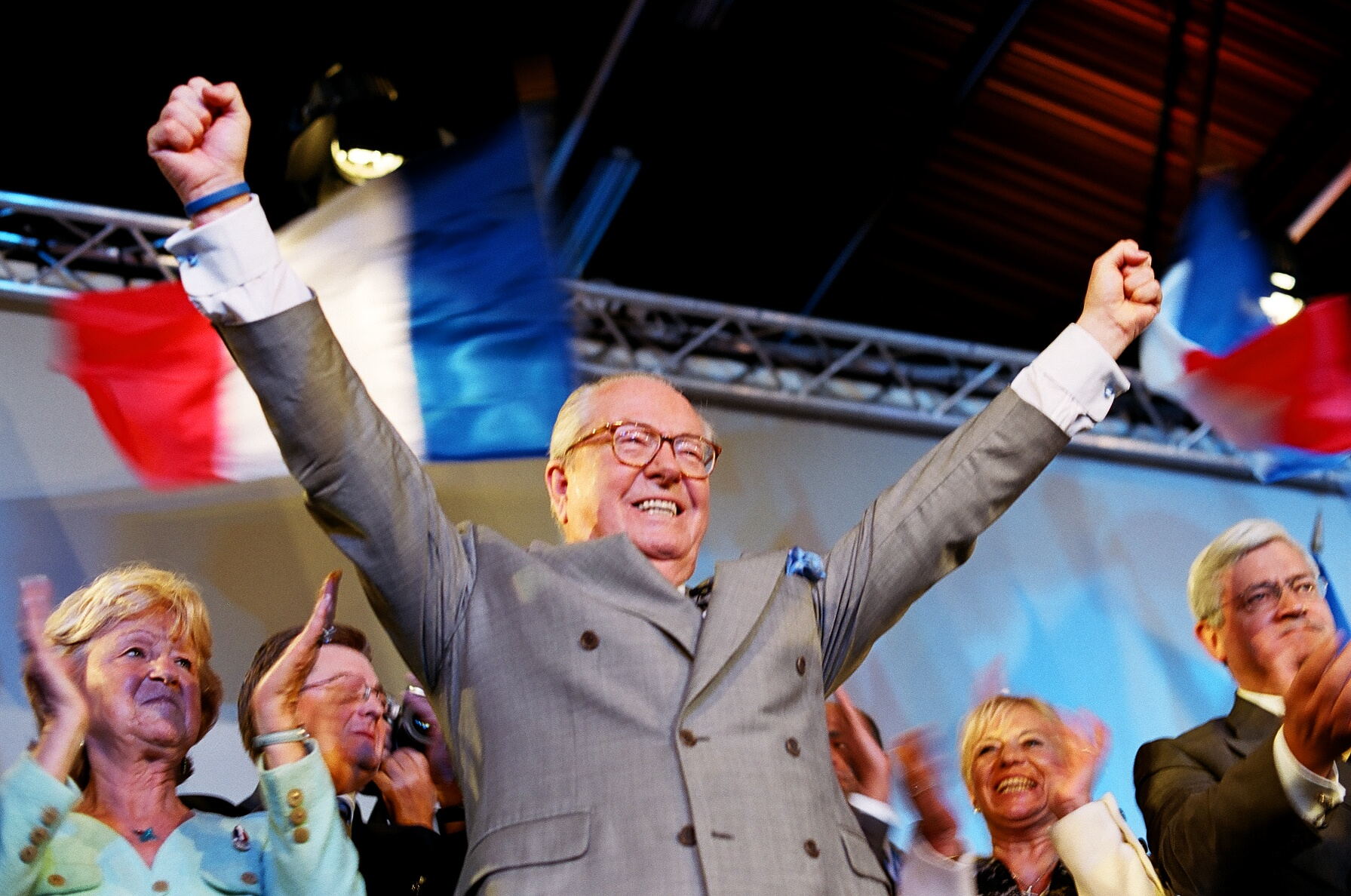
Jean-Marie Le Pen en 2006.

En vue de l'élection présidentielle et des élections législatives de 2007, Jean-Marie Le Pen lance un appel à différents partis et courants politiques pour constituer une « union patriotique », dont il serait la tête ; Bruno Mégret, qui préside le Mouvement national républicain (MNR), ainsi que le Parti populiste (PP), répondent favorablement à cet appel, contrairement à Philippe de Villiers, président du Mouvement pour la France (MPF),. Durant cette campagne, Jean-Marie Le Pen évoque fréquemment les difficultés qu'il éprouverait pour obtenir les 500 parrainages d'élus nécessaires à la validation de sa candidature et dénonce en particulier la publication des listes de parrains. Âgé de 78 ans au moment du scrutin, il est le doyen d'âge des candidats français à une élection présidentielle au scrutin direct.
Pendant la campagne, il est fortement concurrencé sur le thème de l'immigration par le candidat de l'UMP, Nicolas Sarkozy ; Jean-Marie Le Pen appelle alors à privilégier « l'original à la copie ». Le 22 avril 2007, le président du FN arrive en quatrième position du premier tour avec 3,83 millions de suffrages, soit 10,4 %, ce qui constitue un net recul par rapport au scrutin de 2002 et son plus faible score depuis l'élection de 1974. Le 1er mai, il invite ses électeurs à « s'abstenir massivement » au second tour, qualifiant le choix entre les deux candidats de choix entre « bonnet rose et rose bonnet »,. Selon TNS Sofres, 27 % des électeurs de Jean-Marie Le Pen auraient suivi sa consigne d'abstention ou auraient voté blanc ou nul, 61 % s'étant prononcés en faveur de Nicolas Sarkozy,. Plusieurs observateurs jugent que ce dernier a mené campagne en vue d'attirer à lui les électeurs frontistes, stratégie qui se serait révélée gagnante au vu de son score et du faible résultat de Jean-Marie Le Pen.
Par la suite, Jean-Marie Le Pen alterne critiques et compliments envers le nouveau président de la République, disant de sa campagne « qu'elle pourra être étudiée à Sciences Po » et que « la France a voté contre une nouvelle catastrophe socialiste », tout en considérant qu'elle « a le président qu'elle mérite ». À l'occasion du congrès qui se tient à Bordeaux en novembre 2007, Jean-Marie Le Pen est réélu pour trois ans président du FN, pour la première fois par le vote des militants après la modification des statuts intervenue à l'été. Il obtient 97,6 % des voix, mais Valérie Igounet souligne qu'il s'agit d'« une unanimité de façade puisque 14 secrétaires départementaux sur 96 refusent de parrainer sa candidature ».
Le 9 avril 2010, Jean-Marie Le Pen annonce qu'il ne se représentera pas à la présidence du FN à l'issue du prochain congrès du parti, et qu'il ne sera pas candidat à l'élection présidentielle de 2012. Il apporte son soutien à sa fille, Marine Le Pen, qui est élue présidente du parti en janvier 2011, face à Bruno Gollnisch. Devenu président d'honneur du Front national, Jean-Marie Le Pen anime des réunions publiques dans des fédérations frontistes. Il est également présent à plusieurs grands meetings de la campagne présidentielle de 2012 de Marine Le Pen.

#### Mise à l'écart du Front national

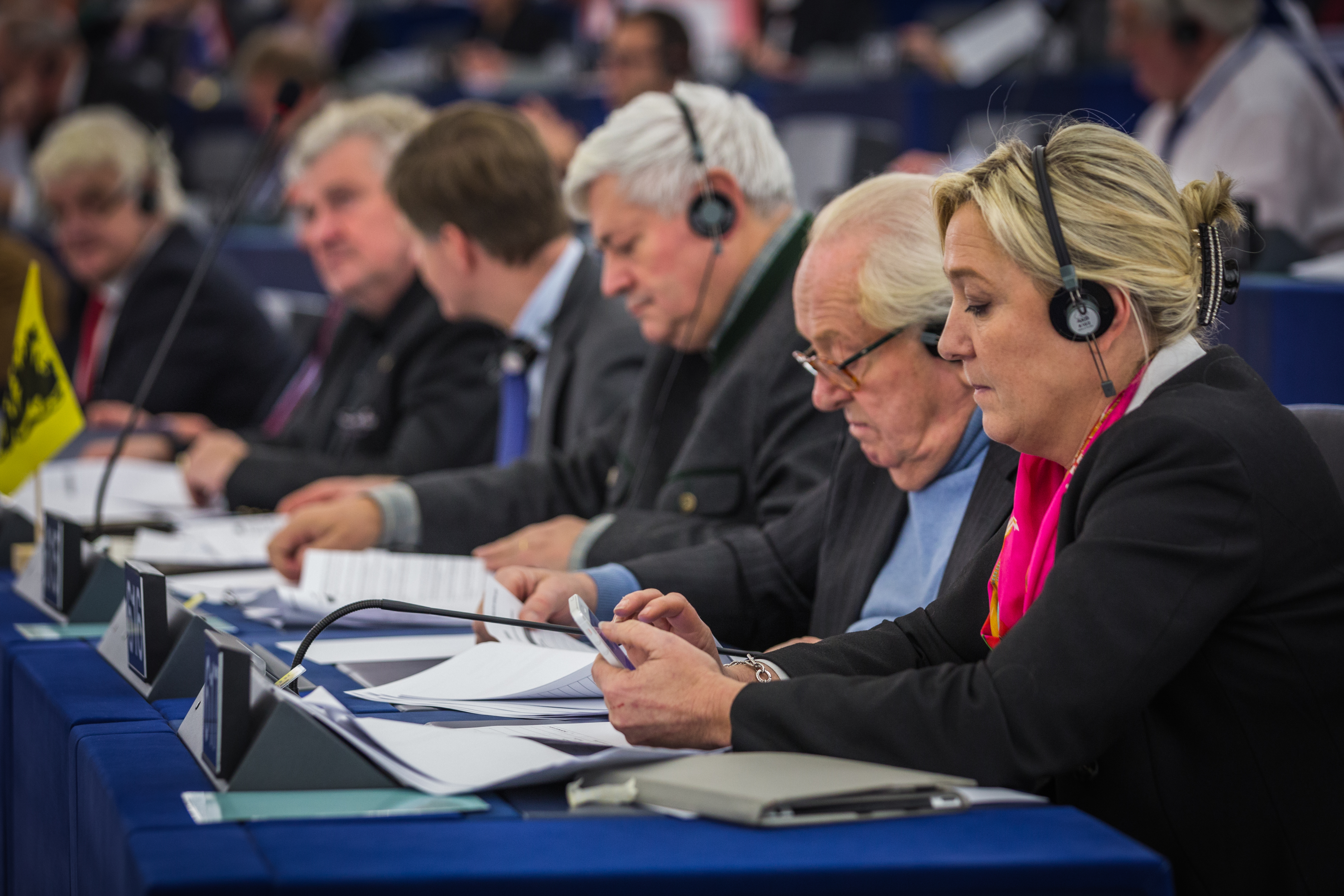
Jean-Marie Le Pen entre Marine Le Pen et Bruno Gollnisch au Parlement européen, en 2013.

Au cours de la campagne présidentielle de 2012, Jean-Marie Le Pen fait connaître son désaccord avec sa fille Marine sur la proposition de celle-ci de restaurer l'âge légal de départ à la retraite à 60 ans avec 40 annuités de cotisation, lui-même ayant prôné lors des scrutins précédents l'allongement de cet âge à 65 ans.
Le 2 avril 2015, après avoir mis plusieurs fois en doute la stratégie de « dédiabolisation du Front national », Jean-Marie Le Pen revient sur ses propos polémiques de 1987 en réaffirmant que les chambres à gaz sont un « détail de l'histoire ». Le 9 avril, il se refuse à considérer le maréchal Pétain comme un traître. Marine Le Pen annonce alors sa décision d'engager une procédure disciplinaire contre son père et l'invite à se retirer de la vie politique,. Il renonce alors à se présenter aux élections régionales en Provence-Alpes-Côte d'Azur.
Le 4 mai 2015, le bureau exécutif du Front national le suspend de sa qualité d'adhérent du parti jusqu'à la tenue d'un vote par courrier des adhérents visant à entériner une réforme des statuts qui supprime la présidence d'honneur,. Jean-Marie Le Pen dénonce une « félonie » et affirme ne pas souhaiter la victoire de sa fille à l'élection présidentielle de 2017, estimant qu'elle est sous l'influence de Florian Philippot, avec qui il est en désaccord sur plusieurs sujets. Avec son fidèle Bruno Gollnisch, il ne fait pas partie du groupe Europe des nations et des libertés (ENL), que sa fille parvient à fonder au Parlement européen en juin 2015.
Jean-Marie Le Pen est convoqué le 20 août 2015 devant le bureau exécutif, réuni en formation disciplinaire. À l'issue de son audition, il est exclu du parti « à la majorité requise », en l'absence de Marine Le Pen et de Florian Philippot,. Louis Aliot, Marie-Christine Arnautu, Bruno Gollnisch et Marion Maréchal font connaître leur opposition à cette exclusion, alors que plusieurs élus quittent le FN ou en sont exclus, dénonçant un changement d'orientation du parti,. Selon un sondage Ifop, 53 % des sympathisants du FN approuvent l'exclusion de Jean-Marie Le Pen.
Attaquant en référé la décision du bureau exécutif du FN de mai 2015, il obtient gain de cause à trois reprises au cours du mois de juillet 2015. Sur le fond, le 17 novembre 2016, le tribunal de grande instance de Nanterre valide son exclusion du Front national mais le maintient dans sa fonction de président d'honneur du parti, ce qui lui permet de conserver le droit d'être convoqué à toutes les instances du FN (bureau exécutif, bureau politique, commission d'investiture),. Pour autant, Marine Le Pen s'oppose à sa participation aux instances du parti, lui refusant notamment l'accès au bureau politique. Le 9 février 2018, la cour d'appel de Versailles se prononce dans le même sens que le jugement de première instance tout en condamnant le Front national à lui verser 25 000 euros de dommages et intérêts.
Lors du XVIe congrès du FN, en mars 2018, les militants du parti adoptent les nouveaux statuts proposés par la direction qui suppriment notamment la fonction de président d'honneur que Jean-Marie Le Pen occupait depuis 2011. Laurent de Boissieu estime cependant que « l'héritage de l'ancien chef reste prégnant, comme le prouvent les bons scores obtenus à l'élection du comité central par deux de ses proches, Bruno Gollnisch (5e) et Marie-Christine Arnautu (10e) ».
Dans ses Mémoires de 2019, il écrit à propos de Marine Le Pen : « Elle a certaines qualités pour faire de la politique : du cran, de l'allant, de la répartie. Mais elle n'a pas confiance en elle. Cela explique ses fautes. Son côté dictatorial. […] Elle ne supporte pas la contradiction. […] J'étais la seule opposition dans son nouveau FN : c'est pour cela qu'elle m'a viré ». Il reproche également à sa fille une « ouverture à gauche » du parti et sa « recherche éperdue de dédiabolisation au moment où le diable devient populaire ». Il qualifie en revanche sa nièce Marion Maréchal de « femme exceptionnellement brillante ».
À la fin de l'année 2020, il engage la dissolution de ses associations de financement Cotelec et Promelec, qui participaient jusque-là au financement des campagnes du Rassemblement national (ex-Front national).

#### Comités Jeanne,Mémoireset retraite
Après avoir envisagé la création d'un « Rassemblement Bleu-blanc-rouge » afin d'« agir dans le même sens que le Front national », il annonce en mars 2016 le lancement des Comités Jeanne pour peser sur la ligne politique du FN. Il appelle à voter pour celui-ci lors des élections régionales de 2015 et indique que son association Cotelec a prêté six millions d'euros au parti pour la campagne présidentielle de 2017, lors de laquelle il annonce son vote pour Marine Le Pen. Aux élections législatives qui suivent, les Comités Jeanne présentent plusieurs candidats dans le cadre d'une alliance avec le Parti de la France, Civitas, la Ligue du Sud et le SIEL. Jean-Marie Le Pen rejoint l'Alliance pour la paix et la liberté (APF) l'année suivante,.

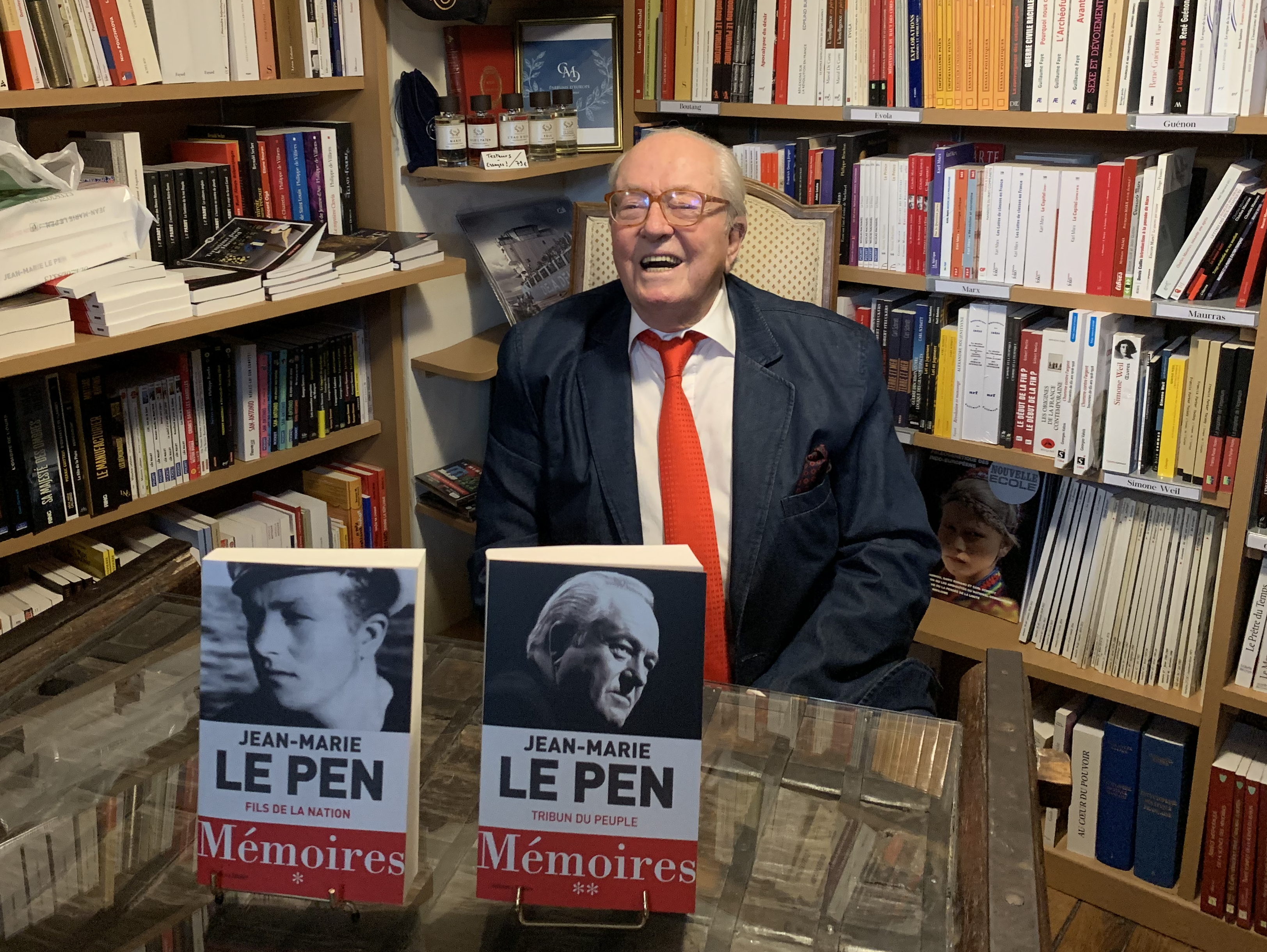
Jean-Marie Le Pen à une séance de dédicaces de ses Mémoires en 2019.

Le 1er mars 2018, il publie le premier volume de ses Mémoires, qui couvre la période allant de sa naissance à la fondation du Front national. L'ouvrage est publié aux éditions Muller, dirigées par Guillaume de Thieulloy. Le manuscrit est d'abord passé entre les mains d'éditeurs de renom comme Robert Laffont et Albin Michel, qui ont renoncé à la publication en raison de menaces d'auteurs de changer d'éditeur,. Imprimé à 50 000 exemplaires, l'ouvrage est épuisé avant même sa parution. Réédité à 100 000 exemplaires, il est l'essai le plus vendu en librairie et sur Amazon en février et mars 2018,. Le second volume de ses Mémoires, Tribun du peuple, sort en octobre 2019.
Après avoir déclaré qu'il ne souhaitait pas se présenter aux élections européennes de 2019 et appelé à l'émergence d'une nouvelle génération de candidats, il laisse entendre à l'été 2018 qu'il n'exclut pas d'être candidat une dernière fois,. En octobre 2018, il indique qu'il accepterait de figurer sur la liste du Rassemblement national, mais Marine Le Pen lui oppose une fin de non-recevoir,. Il quitte le Parlement européen en juillet 2019, après y avoir siégé pendant 34 ans, entre 1984 et 2019 (hormis un interlude de 2003 à 2004 en raison de sa peine d'inéligibilité).
En août 2020, Jean-Marie Le Pen crée un institut à son nom afin de mettre à disposition du grand public les archives retraçant son parcours politique. Son secrétaire général, Lorrain de Saint Affrique, le décrit comme le pendant de l'INA pour la « droite nationale ».
Après un malaise cardiaque au printemps 2023, il décide, avec l'accord de sa fille Marine, de ne plus prendre part au débat public, ne publiant plus son Journal de bord hebdomadaire et ne recevant plus la presse.
En septembre 2024, Mediapart publie des extraits vidéos où on peut voir Jean-Marie Le Pen en train de chanter avec Match Retour, un groupe de rock proche de la sphère néonazie. Sa fille Marine Le Pen annonce porter plainte pour abus de faiblesse.

### Mort, réactions et funérailles
Jean-Marie Le Pen meurt le 7 janvier 2025 à Garches (Hauts-de-Seine), à l'âge de 96 ans, dans un établissement médical où il avait été admis depuis plusieurs semaines,,,. Il est alors le dernier parlementaire de la IVe République à être encore en vie. Le Premier ministre François Bayrou publie un message d'hommage qui suscite la controverse à gauche et au centre : « Jean-Marie Le Pen aura été une figure de la vie politique française. On savait, en le combattant, quel combattant il était ».
Sa mort est célébrée lors de rassemblements de centaines de personnes dans plusieurs villes de France,,. Selon un sondage de l'institut CSA, 68 % des Français se disent choqués par les rassemblements célébrant la mort de Jean-Marie Le Pen. Le ministre de l'Intérieur, Bruno Retailleau, du parti Les Républicains, condamne ces rassemblements en affirmant : « Rien ne justifie qu’on danse sur un cadavre. La mort d’un homme, fût-il un adversaire politique, ne devrait inspirer que de la retenue et de la dignité. Ces scènes de liesse sont tout simplement honteuses ». Jean-Marie Le Pen lui-même avait déclaré à la mort de Jacques Chirac : « Mort, même l'ennemi a droit au respect. » Ces mots sont repris par Sophie Primas, porte-parole du gouvernement, après ces rassemblements.
Sa fille cadette Marine, qui apprend la nouvelle alors qu'elle revient d'un déplacement à Mayotte (à la suite du passage du cyclone Chido), lui rend hommage le lendemain du décès en concluant son message par « Bon vent et bonne mer, Papa ! ». Dans un communiqué du Rassemblement national lui rendant hommage, il est écrit : « Au cours de six décennies de combat politique actif, il s’est avéré être un visionnaire, imposant dans le débat public les grands sujets qui structurent aujourd’hui la vie politique comme la démographie et son corollaire l’immigration, la mondialisation et le déclassement de la France, la souveraineté nationale et le risque de dilution dans l’Union européenne ».
Le 14 novembre précédant sa mort, alors qu'il était encore hospitalisé à Saint-Cloud, Jean-Marie Le Pen avait reçu l'absolution et l'extrême-onction de la part de l'abbé Philippe Laguérie, ancien curé de Saint-Nicolas-du-Chardonnet. Ses obsèques ont lieu le 11 janvier 2025 dans l'église Saint-Joseph de La Trinité-sur-Mer, « dans l'intimité familiale », puis Jean-Marie Le Pen est inhumé aux côtés de ses parents dans le caveau familial du cimetière de La Trinité. Une « cérémonie religieuse et d'hommage », ouverte au public, a lieu le 16 janvier à l'église Notre-Dame du Val-de-Grâce à Paris,.
Sa tombe est vandalisée dans la nuit du 30 au 31 janvier 2025,. La préfecture annonce que la gendarmerie du Morbihan va réactiver une surveillance du site,.

## Propos haineux, négationnisme et affaires judiciaires

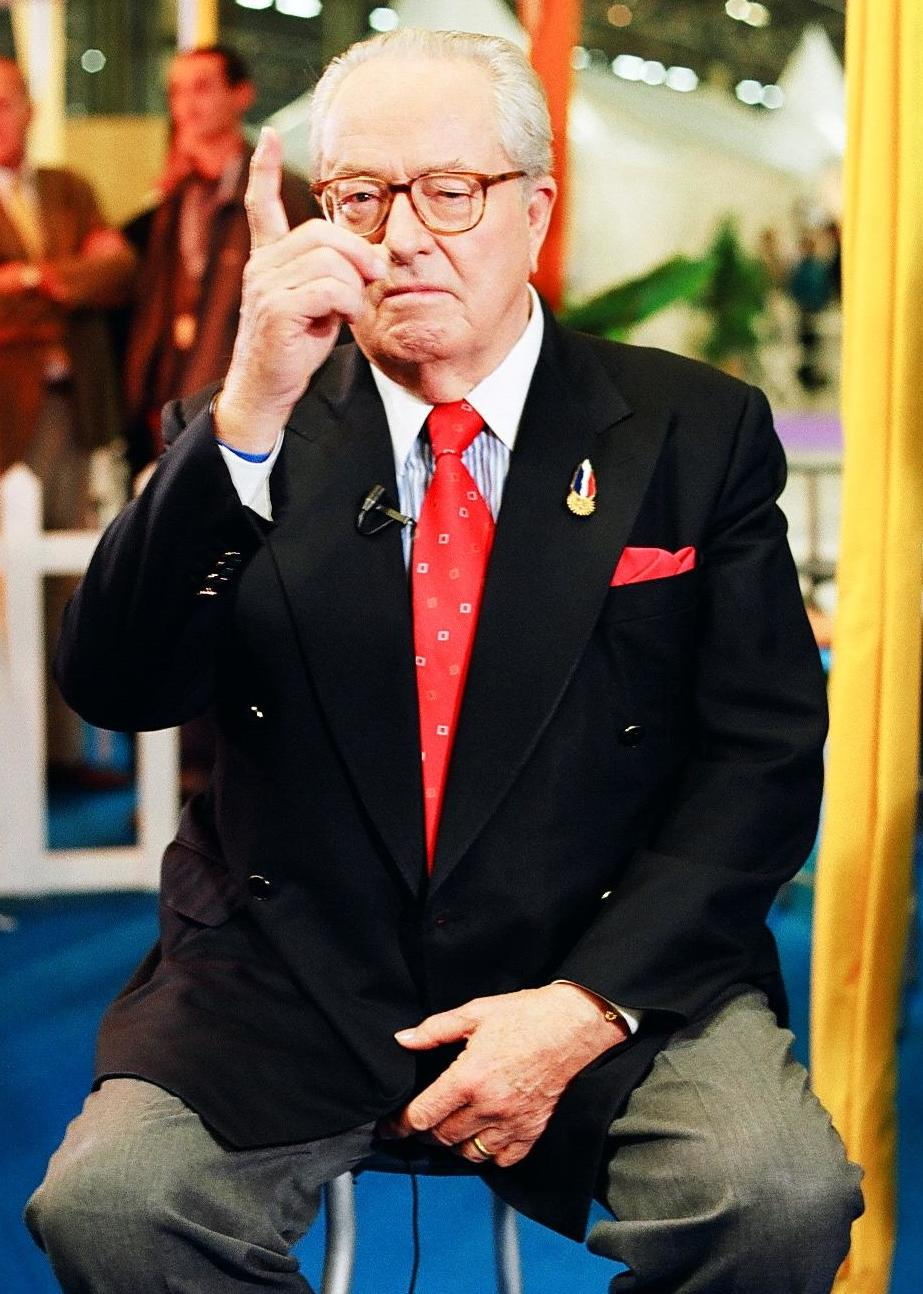
Jean-Marie Le Pen en 2005.

Durant son parcours politique, Jean-Marie Le Pen tient de façon récurrente des propos jugés provocateurs, racistes, antisémites et négationnistes,,,,, qui lui valent de nombreux procès. Ces provocations, « transformées en véritables événements politiques », visent à « attirer l’attention sur lui » et n’ont « pas cessé avec la progression spectaculaire » du FN après 1983. Elles sont « d’abord destinées aux militants, à l’occasion des grands rassemblements » du FN, afin les « mobiliser », selon l'historien Mathias Bernard. En 2015, Marine Le Pen y voit « une stratégie avouée » de « provocation » parce qu'il pensait que « la polémique est positive pour le mouvement ». Ce dernier a toujours « toujours dit que la dédiabolisation », voulue par sa fille « était un leurre, puisque ce sont nos adversaires qui nous diabolisent ».
Le nombre de condamnations en Justice de Jean-Marie Le Pen s'élève en tout à 25 ou 26 selon les sources, dont six au seul titre du « point de détail », la première ayant eu lieu en 1964, pour « coups et blessures volontaires » datant du 24 février 1960 sur le boulevard Saint-Germain, la victime se plaignant d'une « dent cassée » et d'une « arcade sourcilière fendue ».

### Déclaration sur les «sidaïques»
Évoquant les malades du sida au cours de l'émission d'Antenne 2 L'Heure de vérité, le 6 mai 1987, il déclare : « En revanche, je crois que le « sidaïque » — c'est un néologisme, il n'est pas très beau, mais je n'en connais pas d'autres — est contagieux par sa transpiration, ses larmes, sa salive, son contact. C'est une espèce de lépreux, si vous voulez »,.

### Démographie en Afrique et Ebola
Il tient des propos controversés sur la question de la démographie en Afrique lors d'une réunion publique, le 20 mai 2014 : « Mgr Ebola peut régler ça en trois mois ». Dénonçant l'emballement médiatique qui entoure cette phrase, Jean-Marie Le Pen ne revient cependant pas sur ses propos.

### Condamnation pour apologie de crime de guerre et contestation de crimes contre l'humanité
Le 19 novembre 1969, la cour d'appel de Paris le condamne à deux mois de prison avec sursis et 10 000 francs d'amende pour apologie de crime de guerre. Le texte figurant au dos de la pochette d'un disque de chants nazis intitulé « Le IIIe Reich : Voix et chants de la révolution allemande » édité par sa société d'éditions, la Serp, indiquait : « La montée vers le pouvoir d'Adolf Hitler et du Parti national-socialiste fut caractérisée par un puissant mouvement de masse, somme toute populaire et démocratique, puisqu'il triomphera à la suite de consultations électorales régulières, circonstances généralement oubliées […] »,,.

#### Affaire du «détail»
Le 13 septembre 1987, interrogé au Grand Jury RTL-Le Monde à propos de la contestation par des négationnistes de l'utilisation par les nazis de chambres à gaz, il déclare : « Je n'ai pas étudié spécialement la question, mais je crois que c'est un point de détail de l'histoire de la Deuxième Guerre mondiale ». Ces propos révisionnistes travestissent la réalité historique : plus de deux millions de personnes périrent dans les centres d'extermination nazis, dont un grand nombre par gazage. Les propos de Le Pen, qui interviennent alors qu'il courtisait auparavant l'électorat juif, entraînent des départs de militants et cadres du FN, ainsi que la réprobation de la quasi-totalité de la classe politique,.
L'argumentation ultérieure de Jean-Marie Le Pen repose sur le fait que ces chambres à gaz ne sont pas le seul lieu où des gens ont perdu la vie pendant la Seconde Guerre mondiale. Tout en exprimant ses regrets et après avoir pourtant accordé une minute de silence aux victimes juives du nazisme, il réitère cette formule du « détail » à ce sujet en 1997, 2008, 2009 et 2015,,,,. Ses déclarations font partie des griefs qui conduisent à son exclusion du FN en 2015.
La cour d'appel de Versailles le condamne en référé, le 28 janvier 1988, à verser la somme d'un franc aux dix parties civiles, parmi lesquelles figurent les mouvements antiracistes du Mouvement contre le racisme et pour l'amitié entre les peuples (MRAP) et de la Ligue internationale contre le racisme et l'antisémitisme (Licra),.
Sur le fond, le 18 mars 1991, il est condamné par cette même cour à verser un total de près d'1,2 million de francs aux associations parties civiles pour banalisation de crimes contre l'humanité et « consentement à l'horrible »,,. Le 10 septembre 1999, deux ans après qu'il a reparlé des chambres à gaz comme d'un « détail », la cour d'appel de Versailles le condamne à verser entre un franc symbolique et 5 000 F de dommages-intérêts à onze associations plaignantes.
Le 27 mars 2018, il est condamné définitivement à 30 000 euros d'amende pour négation de crime contre l'humanité pour avoir réitéré ses propos en 2015,.

#### Occupation allemande
En janvier 2005, il déclare, dans l'hebdomadaire négationniste Rivarol, que « l'occupation allemande n'a pas été particulièrement inhumaine, même s'il y eut des bavures, inévitables dans un pays de 550 000 km2 » et que « si les Allemands avaient multiplié les exécutions massives dans tous les coins, comme l'affirme la vulgate, il n'y aurait pas eu besoin de camps de concentration pour les déportés politiques », ; il promeut une thèse révisionniste au sujet du massacre d'Oradour-sur-Glane. Ces propos, qui nient la réalité historique de la persécution — et de la déportation — des Juifs et d'autres civils par le régime nazi, aidé par le régime de Vichy, provoquent l'ouverture d'une information judiciaire à la suite d'une plainte déposée par l'association Fils et filles de déportés juifs de France (FFDJF), représentée par Arno Klarsfeld.
En janvier 2009, la cour d'appel de Paris le condamne pour contestation de crime contre l'humanité et apologie de crime de guerre à trois mois d'emprisonnement avec sursis et à 10 000 € d'amende, mais le relaxe partiellement pour une partie de ses déclarations relatives au massacre de Villeneuve d'Ascq. En 2011, la Cour de cassation casse partiellement l'arrêt. Rejugée, l'affaire aboutit à la même peine en février 2012,.
En 2016, Jean-Marie Le Pen est débouté de ses demandes auprès de la Cour européenne des droits de l'homme, alors qu'il prétendait que ses condamnations pour « apologie de crimes de guerre » et « contestation de crime contre l'humanité » auraient été une atteinte à sa liberté d'expression. La Cour relève notamment que les peines ne sont pas disproportionnées, d'autant que les propos « tendaient en réalité à réhabiliter une organisation criminelle ».

### Pour provocation à la haine, à la discrimination et à la violence raciale
Par un arrêt du 9 juillet 1986, Jean-Marie Le Pen est condamné au versement d'un franc symbolique pour « antisémitisme insidieux ». Il avait déclaré l'année précédente, à propos de journalistes juifs ou d'ascendance juive : « Je dédie votre accueil à Jean-François Kahn, à Jean Daniel, à Ivan Levaï, à Elkabbach, à tous les menteurs de la presse de ce pays […] »,.
La cour d'appel de Paris le condamne en mars 1989 à une amende pour provocation à la haine, à la discrimination et à la violence raciale, pour avoir en 1984 qualifié de « danger mortel […] l'hégémonie tenant à l'explosion démographique du tiers monde, et en particulier du monde islamo-arabe, qui actuellement pénètre notre pays ». En 1993, la Cour de cassation annule les dispositions portant condamnation du délit de provocation à la discrimination raciale. En 2005, la cour d'appel de Paris le condamne également pour incitation à la haine raciale pour avoir déclaré un an auparavant : « Le jour où nous aurons en France, non plus cinq millions mais 25 millions de musulmans, ce sont eux qui commanderont. Et les Français raseront les murs, descendront des trottoirs en baissant les yeux ».
Dans les colonnes de Rivarol du 30 avril 2004, il affirme : « […] D'autant que, quand je dis qu'avec 25 millions de musulmans chez nous, les Français raseront les murs, des gens dans la salle me disent non sans raison : « Mais Monsieur Le Pen, c'est déjà le cas maintenant. » » Pour ces propos, le 12 mars 2008, la cour d'appel de Paris le condamne à 10 000 € d'amende pour provocation à la discrimination, à la haine ou à la violence raciales,,.
À Nice, le 4 juillet 2013, Jean-Marie Le Pen déclare : « Vous avez quelques soucis, paraît-il, avec quelques centaines de Roms qui ont dans la ville une présence urticante et disons odorante ». Jugé pour cette déclaration, il est condamné à une amende de 5 000 € et au paiement de dommages-intérêts à des associations antiracistes pour provocation à la haine et à la discrimination par la cour d'appel d'Aix-en-Provence en février 2017.

### Pour injures publiques

#### «Durafour-crématoire»
Le 2 septembre 1988, lors de l'université d'été du Front national au Cap d'Agde, il déclare : « Monsieur Durafour et Dumoulin, obscur ministre de l'ouverture dans laquelle il a d'ailleurs immédiatement disparu, a déclaré : « Nous devons nous allier aux élections municipales, y compris avec le Parti communiste, car le Parti communiste, lui, perd des voix tandis que l'extrême droite ne cesse d'en gagner… » M. Durafour-crématoire, merci de cet aveu ». Le jeu de mots, allusion aux fours crématoires des centres d'extermination nazis, fait scandale (voir infra). Les principaux arguments de défense seront qu'auparavant, Michel Durafour avait lancé un appel public à « exterminer le Front national ». Pour cette affaire, son immunité parlementaire de député européen est levée le 11 décembre 1989.
Le 3 juin 1993, il est condamné en appel à 10 000 francs d'amende pour injure publique au ministre de la Fonction publique de l'époque, Michel Durafour, qu'il avait appelé « monsieur Durafour-crématoire ». Le 7 janvier 1998, il est également condamné à une amende de 5 000 F par la cour d'appel de Paris pour injure publique raciale après qu'il a qualifié de « gros zébu fou » le président de SOS-Racisme, Fodé Sylla, qui l'accusait d'avoir « du sang sur les mains » dans l'affaire de la profanation du cimetière juif de Carpentras. De son côté, lors d'un autre procès, Fodé Sylla est condamné à verser une amende et des dommages-intérêts à Jean-Marie Le Pen pour ses déclarations,,.

#### Envers les homosexuels
En octobre 2019, il est condamné par la cour d'appel de Paris à 2 400 € d'amende pour injures publiques visant des homosexuels après avoir critiqué le discours du compagnon du policier tué lors de l'attentat du 20 avril 2017 sur l'avenue des Champs-Élysées et pour avoir associé homosexualité et pédophilie sur son blog. Il est relaxé pour quatre autres déclarations,.

### Pour violences physiques
Le 24 février 1960, alors qu'il est député de la 3e circonscription de la Seine, il frappe et assomme Jean-Claude Mouchotte, un étudiant en médecine. Il est condamné le 27 avril 1964 pour coups et blessures volontaires.
En septembre 1998, la cour d'appel de Versailles le condamne à un an d'inéligibilité et trois mois de prison avec sursis pour « violences sur personne dépositaire de l'autorité publique dans l'exercice de ses fonctions ». Il est accusé d'avoir agressé la maire de Mantes-la-Ville et candidate socialiste aux élections législatives de 1997, Annette Peulvast-Bergeal, qui faisait partie d'un rassemblement l'ayant conspué et ayant bloqué son véhicule lors de sa venue dans la ville dans le cadre de cette campagne électorale,,,,.

### Victoires judiciaires
Jean-Marie Le Pen a remporté plusieurs procès face à des journaux, associations et éditeurs, notamment l'hebdomadaire trotskyste Rouge en 1974, L'Événement du jeudi en 1986 puis L'Humanité en 1989,,.

#### Caricatures le présentant comme un nazi
Concernant les caricatures le présentant comme un nazi ou un fasciste, en 1985, la cour d'appel de Paris condamne pour diffamation publique Serge July, directeur de publication de Libération, dans le cadre d'une caricature le montrant arborant une croix de fer sur la poitrine, attaquant le siège du Parti communiste français. En 1990, le tribunal de grande instance de Paris condamne Olivier Ranson, journaliste, David Saada, directeur de publication du mensuel L'Arche, et le Fonds social juif unifié, éditeur du mensuel, pour l'avoir comparé à Adolf Hitler, la juridiction estimant que la démarche du mensuel est « outrancière compte tenu du mal absolu que représentent Hitler et les siens à l'égard des juifs ». En 2019, il fait condamner le publicitaire Jacques Séguéla, qui l'avait qualifié de nazi.

#### Rôle dans la torture en Algérie
Sur la question de la torture en Algérie, il a gagné en appel en janvier 1986 contre un article du Canard enchaîné. Le directeur de publication Roger Fressoz est condamné, ceux qui l'ont repris aussi : Michel Polac (Droit de réponse), Serge July (Libération), le réalisateur René Vautier et Jean Bothorel et son éditeur,.
En revanche, il a perdu à plusieurs reprises :
- en novembre 1988[403], il perd les poursuites engagées contre Jean-Michel Thénard, journaliste de Libération, qui a repris l'interview du docteur Jean-Maurice Demarquet, en le contextualisant, au Monde, démarche qu'avait négligé ce dernier qui est lui condamné[403] ;
- en 1997, la cour d'appel de Rouen déboute Jean-Marie Le Pen de ses poursuites en diffamation envers Michel Rocard ;
- en 2000, la cour d'appel de Paris le fait pour celles envers l'historien Pierre Vidal-Naquet[404],[405] ;
- en juin 2001, la Cour de cassation confirme la relaxe en faveur de Pierre Vidal-Naquet et Michel Rocard[406],[407] ;
- le 26 juin suivant, Jean-Marie Le Pen est débouté de ses poursuites en diffamation puis perd en appel, l'enquête du Monde sur son rôle dans la torture étant qualifiée de « particulièrement sérieuse et approfondie » par la justice, et « la bonne foi » du journal reconnue[82],[408],[409]. Le journal a produit son poignard, gravé de son nom, oublié dans l’appartement de la famille Moulay, dont le père a été torturé à mort devant ses six enfants sans lâcher un seul nom[410].

Plus généralement, depuis la fin des années 1990, il a perdu tous ses procès sur la torture, selon l’historien Fabrice Riceputi.

#### Procès contre le MRAP et Patrick Bruel
En avril 2011, poursuivi par le MRAP, il est relaxé par le tribunal correctionnel de Nanterre après que le FNJ a diffusé aux élections régionales de 2010 des affiches intitulées « Non à l'islamisme » présentant une femme en voile intégral à côté d'une carte de France recouverte du drapeau de l'Algérie avec des minarets en forme de missiles,.
En juin 2014, il fait un calembour à l'égard du chanteur Patrick Bruel et d'autres artistes en utilisant le terme de « fournée » dans une édition de son journal de bord audiovisuel. Il est relaxé pour ses propos en octobre 2021, même si sa fille Marine Le Pen a estimé qu'il s'agit d'une « faute politique » et Louis Aliot, un des vice-présidents de ce parti, qualifié le choix de ce terme de « stupide politiquement et consternant ». Le Front national décide alors de ne plus héberger son journal de bord sur son site internet. Jean-Marie Le Pen ouvre son propre blog sur internet et y publie une lettre ouverte à Marine Le Pen, dans laquelle il la vouvoie et rend publiques leurs dissensions,.

### Autres affaires et mises en examen
En septembre 2018, il est mis en examen pour diffamation à caractère raciste pour avoir déclaré en 2009 que « 90 % des faits divers ont à leur origine soit un immigré soit une personne d'origine immigrée »,.
En octobre 2024, le Parlement européen réclame plus de 300 000 € à Jean-Marie Le Pen. Selon un rapport de l’Office européen de lutte antifraude, le parlementaire a cumulé des dépenses qui ne concernaient pas son mandat d'eurodéputé. En juillet 2025, le Parlement européen estime que la somme reste due auprès des héritières, notamment auprès de sa fille Marine Le Pen qui avait déposé un recours afin de constester le remboursement de la somme après la mort de Jean-Marie Le Pen. Un pourvoi peut cependant encore être formé devant la Cour de justice de l’Union européenne. 
Dans l'affaire des assistants parlementaires du Front national au Parlement européen, Jean-Marie Le Pen est mis en examen en 2019 pour « détournement de fonds publics » et « complicité » de ce délit. En 2023, le parquet de Paris requiert un procès contre le Rassemblement national et 27 personnes liées au parti, dont Jean-Marie Le Pen et sa fille. Le procès se tiendra du 30 septembre au 27 novembre 2024,. L'avocat de Jean-Marie Le Pen, François Wagner, précise que ce dernier « ne peut plus se déplacer et (que) ses facultés sont considérablement altérées ». Le 27 mars 2024, il est donc annoncé que le tribunal décidera après l'avis d'experts, au mois de juillet, si Jean-Marie Le Pen, qui sera alors âgé de 96 ans, est en état de préparer sa défense et d'assister au procès. Le 3 juillet, le tribunal judiciaire de Paris annonce que Jean-Marie Le Pen n'est pas apte à assister au procès. Il devait être représenté par sa fille Marie-Caroline Le Pen.

## Détail des mandats et fonctions
Les observateurs soulignent que Jean-Marie Le Pen affiche une longévité inédite parmi les dirigeants politiques français, son premier mandat remontant à 1956,.

### À l'Assemblée nationale
- 19 janvier 1956 – 8 décembre 1958 : député de la première circonscription de la Seine.
- 9 décembre 1958 – 10 octobre 1962 : député de la troisième circonscription de la Seine.
- 2 avril 1986 – 14 mai 1988 : député de Paris et président du groupe FN-RN à l'Assemblée nationale.

### Au Sénat de la Communauté
- 15 juillet 1959 – 16 mars 1961 : sénateur de la Communauté.

### Au Parlement européen
- 24 juillet 1984 – 10 avril 2003 : député européen.
- 24 juillet 1984 – 18 juillet 1994 : président du Groupe des droites européennes, puis du Groupe technique des droites européennes au Parlement européen.
- 20 juillet 2004 – 1er juillet 2019 : député européen, élu dans la circonscription Sud-Est.

### Au niveau local
- 13 mars 1983 – 19 mars 1989 : conseiller municipal du 20e arrondissement de Paris.
- 21 mars 1986 – 22 mars 1992 : conseiller régional d'Île-de-France.
- 27 mars 1992 – 24 février 2000 : conseiller régional de Provence-Alpes-Côte d'Azur.
- 26 mars 2010 – 13 décembre 2015 : conseiller régional de Provence-Alpes-Côte d'Azur.

## Synthèse des résultats électoraux

### Élections présidentielles
| Année | Parti     | Parti | 1er tour | 1er tour | 1er tour | 1er tour  | 2d tour | 2d tour | 2d tour |
| Année | Parti     | Parti | Voix     | %        | Rang     | Issue     | Voix    | %       | Issue   |
| ----- | --------- | ----- | -------- | -------- | -------- | --------- | ------- | ------- | ------- |
| 1974  |           | FN    | 190 921  | 0,75     | 7e       | Éliminé   |         |         |         |
| 1988  | 4 375 894 | FN    | 14,39    | 4e       | Éliminé  |           |         |         |         |
| 1995  | 4 570 838 | FN    | 15,00    | 4e       | Éliminé  |           |         |         |         |
| 2002  | 4 804 713 | FN    | 16,86    | 2e       | Qualifié | 5 525 032 | 17,79   | Battu   |         |
| 2007  | 3 834 530 | FN    | 10,44    | 4e       | Éliminé  |           |         |         |         |

- Premier tour
- Deuxième tour

### Élections législatives
| Année | Parti                   | Parti | Circonscription      | %,                   | %,                   | Issue |
| Année | Parti                   | Parti | Circonscription      | 1er tour             | 2d tour              | Issue |
| ----- | ----------------------- | ----- | -------------------- | -------------------- | -------------------- | ----- |
| 1956  |                         | UFF   | 1re de la Seine      | Scrutin plurinominal | Scrutin plurinominal | Élu   |
| 1958  |                         | CNIP  | 3e de la Seine       | 24,14                | 45,17                | Élu   |
| 1962  | 18,43                   | CNIP  | 3e de la Seine       | 15,92                | Battu                |       |
| 1968  |                         | EXD   | 3e de Paris          | 5,24                 |                      | Battu |
| 1973  |                         | FN    | 15e de Paris         | 5,22                 | Battu                |       |
| 1978  | 5e de Paris             | FN    | 3,91                 | Battu                |                      |       |
| 1981  | 22e de Paris            | FN    | 4,38                 | Battu                |                      |       |
| 1983  | 2e du Morbihan          | FN    | 12,02                | Battu                |                      |       |
| 1986  | Paris                   | FN    | Scrutin plurinominal | Scrutin plurinominal | Élu                  |       |
| 1988  | 8e des Bouches-du-Rhône | FN    | 32,83                | 43,57                | Battu                |       |
| 1993  | 3e des Alpes-Maritimes  | FN    | 27,49                | 42,06                | Battu                |       |

### Élections européennes
| 1984 |                       | FN | Tête de liste nationale | 11,0    | 10 / 81 | 4 |
| 1989 | 11,7                  | FN | Tête de liste nationale | 10 / 81 | 3       |   |
| 1994 | 10,5                  | FN | Tête de liste nationale | 11 / 87 | 5       |   |
| 1999 | 5,7                   | FN | Tête de liste nationale | 5 / 87  | 8       |   |
| 2004 | Tête de liste Sud-Est | FN | 12,2                    | 2 / 13  | 3       |   |
| 2009 | Tête de liste Sud-Est | FN | 8,5                     | 1 / 13  | 4       |   |
| 2014 | Tête de liste Sud-Est | FN | 28,2                    | 5 / 13  | 1       |   |

### Élections régionales
| 1986 |                            | FN | Île-de-France | 11,5     | 23 / 197 | 4 |
| 1992 | Provence-Alpes-Côte d'Azur | FN | 23,4          | 34 / 123 | 2        |   |
| 1998 | Provence-Alpes-Côte d'Azur | FN | 26,5          | 37 / 123 | 2        |   |
| 2010 | Provence-Alpes-Côte d'Azur | FN | 22,9          | 21 / 123 | 3        |   |

### Élections municipales
Les résultats ci-dessous concernent uniquement les élections où il est tête de liste.
| Année | Parti          | Parti | Commune   | 1er tour | 1er tour | 1er tour | 2e tour | 2e tour | 2e tour | Sièges obtenus | Sièges obtenus |
| Année | Parti          | Parti | Commune   | Voix     | %        | Rang     | Voix    | %       | Rang    | CA             | CP             |
| ----- | -------------- | ----- | --------- | -------- | -------- | -------- | ------- | ------- | ------- | -------------- | -------------- |
| 1977  |                | FN    | Paris 15e | 1 703    | 1,87     | 7e       |         |         |         | NC             | 0 / 11         |
| 1977  | Ville de Paris | FN    | 15 326    | 1,80     | 7e       |          |         |         | NC      | 0 / 109        |                |
| 1983  | Paris 20e      | FN    | 6 877     | 11,26    | 3e       | 5 509    | 8,54    | 3e      | NC      | 0 / 13         |                |
| 1983  | Ville de Paris | FN    | 15 923    | 18,74    | 3e       | 5 509    | 4,15    | 3e      | NC      | 0 / 162        |                |
| 1989  | Paris 20e      | FN    | 8 674     | 15,58    | 3e       | 6 492    | 11,05   | 3e      | NC      | 0 / 13         |                |
| 1989  | Ville de Paris | FN    | 58 597    | 8,51     | 3e       | 18 807   | 5,69    | 3e      | NC      | 0 / 162        |                |

## Décorations
- Croix de la Valeur militaire, avec citation
- Croix du combattant volontaire
- Croix du combattant
- Médaille coloniale, avec agrafe « Extrême-Orient »
- Médaille commémorative de la campagne d'Indochine
- Médaille commémorative des opérations de sécurité et de maintien de l'ordre, avec agrafe « Algérie »
- Médaille commémorative française des opérations du Moyen-Orient

## Publications
- Les Français d'abord, Carrère-Lafon, 1984, 245-[32], 24 cm (ISBN 978-2-86804-011-4, BNF 36605702).
- La France est de retour, Carrère-Lafon, 1985, 301 p. (BNF 36618494).
- Avec Jean-Pierre Gabriel et Pascal Gannat, L'Espoir, Albatros, 1989, 155 p. (BNF 35350442).
- Europe : discours et interventions (éd. Jean-Marc Brissaud), Paris, Groupe des droites européennes, 1989, 159 p. (ISBN 2-907952-01-3).
- Le Pen 90 : analyses et propositions, Présent, 1991, 168 p.
- Le Pen 91 : analyses et propositions, Présent, 1992.
- Le Contrat pour la France avec les Français, Paris, Presses bretonnes, 1995, 63 p.
- J'ai vu juste : avertissements et analyses au service des Français, Éditions nationales, 1998, 140 p. (ISBN 978-0-290-91785-1).
- Lettres françaises ouvertes : Marie-France Garaud, Philippe de Villiers, Charles Pasqua…, Objectif France puis Godefroy de Bouillon, 1999, 165 p., 21 cm (ISBN 978-2-913744-00-4, BNF 37075777).
- Mémoires : fils de la nation, t. I, éditions Muller, 2018, 450 p. (ISBN 979-10-90947-21-4)  — Prix 2019 des Lecteurs et Amis de Présent[434].
- Mémoires : tribun du peuple, t. II, éditions Muller, 2019, 576 p. (ISBN 979-10-90947-24-5).